# Вітер

Вишневе дерево рухається на руху вітру

Ві́тер — великомасштабний потік газів. На Землі вітер є потоком повітря, що рухається переважно в горизонтальному напрямку (паралельно земній поверхні), на інших планетах він є потоком властивих цим планетам атмосферних газів іншого складу. Найсильніші вітри на планетах Сонячної системи спостерігаються на Нептуні та Сатурні. Сонячний вітер в космосі є потоком розріджених газів від зірки, такої як Сонце, а планетарний вітер є потоком газів, що відповідає за дегазацію планетарної атмосфери у космос. Вітри зазвичай класифікують за просторовим масштабом, швидкістю, типами сил, що їх спричиняють, місцями наявності та впливом на довкілля.

## Загальний опис

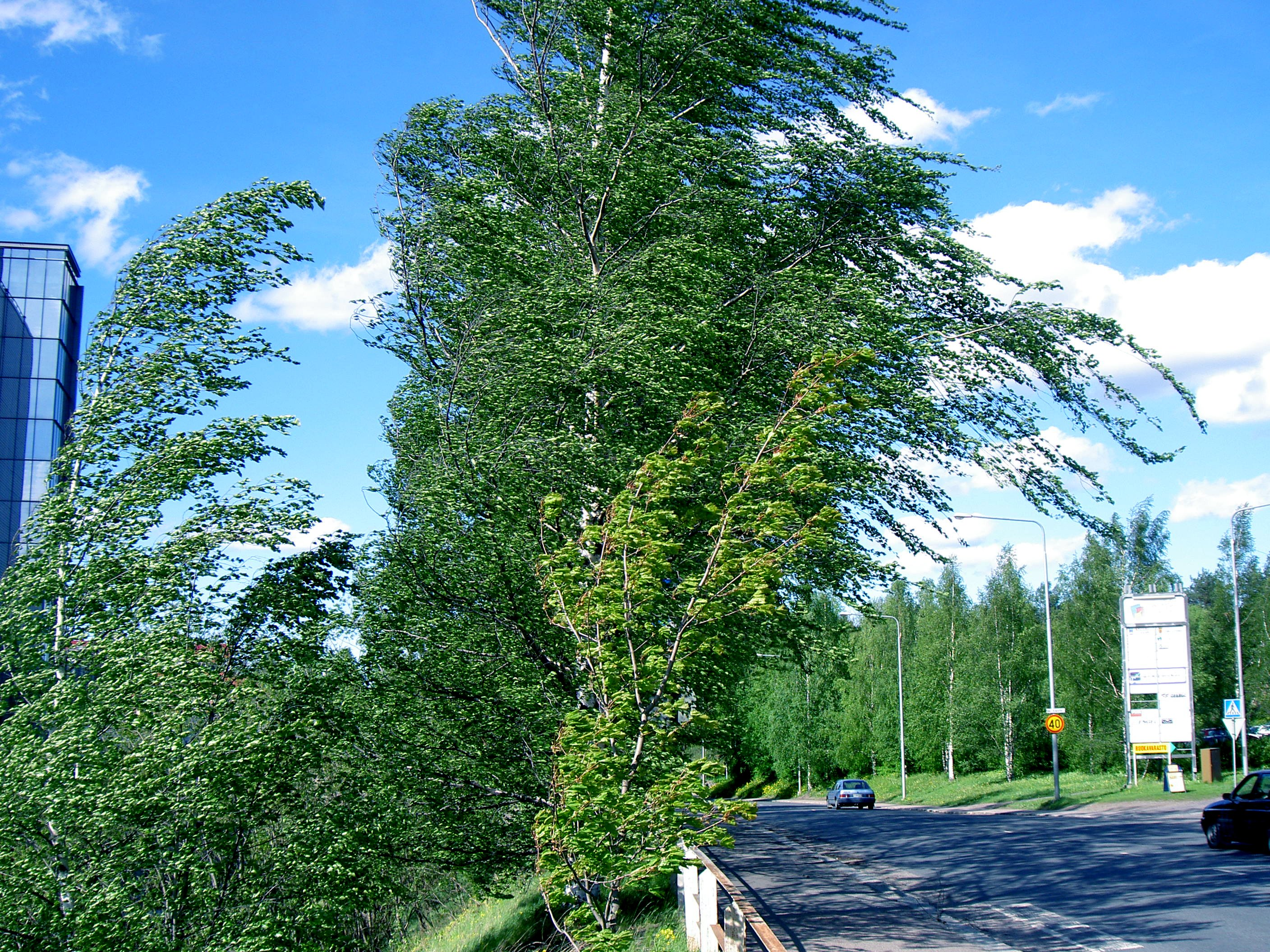
Дерева, що гнуться від вітру

У метеорології вітри класифікують насамперед за їхньою силою, тривалістю та напрямком, звідки дме вітер. Так, короткі (кілька секунд) та сильні вітри називають поривами. Сильні вітри проміжної тривалості (близько 1 хвилини) називають шквалами. Назви триваліших вітрів варіюють залежно від сили, зокрема такими назвами є бриз, буря, шторм, ураган, тайфун. Тривалість вітру також дуже змінна: деякі грозові вітри можуть тривати кілька хвилин; бриз, який виникає внаслідок різниці нагріву водних поверхонь і суші, триває в одному напрямку пів доби; глобальні вітри, зумовлені сезонними коливаннями температури — мусони — тривають кілька місяців; глобальні вітри, спричинені різницею температури і, відповідно, тиску на тропіках і екваторі та силами Коріоліса, — пасати — дмуть постійно.
Вітри завжди впливали на людську цивілізацію, вони надихали на міфологічні розповіді, впливали на історичні події, розширяли діапазон торгівлі, культурного обміну та воєн, виробляли електроенергію, постачали енергію для різноманітних механізмів, впливали на відпочинок. Завдяки вітрильним суднам, що рухалися за допомогою вітру, вперше з'явилася змога перетинати океани. Повітряні кулі, що також рухалися за допомогою вітру, вперше зробили можливими повітряні подорожі, а сучасні літаки використовують вітер для збільшення підйомної сили та економії палива. Проте вітри можуть бути й небезпечними: наприклад, області градієнта вітру можуть призвести до втрати контролю над літаком, швидкі вітри та викликані ними хвилі на великих водоймах часто руйнують штучні споруди, вітри також здатні поширювати пожежі.
Вітри можуть впливати і на формування рельєфу, зумовлюючи формування специфічних еолових форм рельєфу, відкладення ґрунтотворних порід (наприклад, лесу), ерозію порід або ґрунтів. Вони також можуть переносити пил з пустель на великі відстані. Вітри розносять насіння рослин і допомагають руху літаючих тварин, що сприяє поширенню видів на нові території. Пов'язані з вітром погодні явища по-різному впливають на живу природу.

## Причини

### Загальні закономірності
Вітер спричиняє різниця у тиску між певними ділянками. Якщо існує ненульовий баричний градієнт, повітря рухається із прискоренням від зони високого тиску до зони низького тиску. На планеті, що обертається, до руху вітру додається ефект Коріоліса. Отож головними чинниками, що визначають циркуляцію атмосфери у глобальному масштабі, є різниця у нагріві повітря сонячним світлом між екваторіальними і полярними районами, що зумовлює різницю в температурі та, відповідно, густині повітря, а тому й різницю тиску, а також ефект Коріоліса. В результаті дії цих чинників рух повітря у середніх широтах понад планетарним приповерхневим шаром впритул наближається до геострофічного балансу та спрямований практично паралельно ізобарам.
Важливим чинником, що визначає рух повітря біля земної поверхні, є його тертя до поверхні, що затримує цей рух і змушує вітер більшою мірою повертати у напрямку зон низького тиску. Крім того, локальні бар'єри та локальні градієнти температури поверхні здатні утворювати місцеві вітри. Різниця між реальним і геострофічним вітром називається агеострофічним вітром. Вона відповідає за утворення хаотичних вихрових процесів, таких як циклони і антициклони. Тоді як напрямок приповерхневих вітрів у тропічних і полярних районах визначається переважно ефектами глобальної циркуляції атмосфери, у помірних широтах ці ефекти зазвичай слабші, і циклони та антициклони змінюють один одного та напрямок вітру кожні кілька днів.

### Сонце як джерело вітру

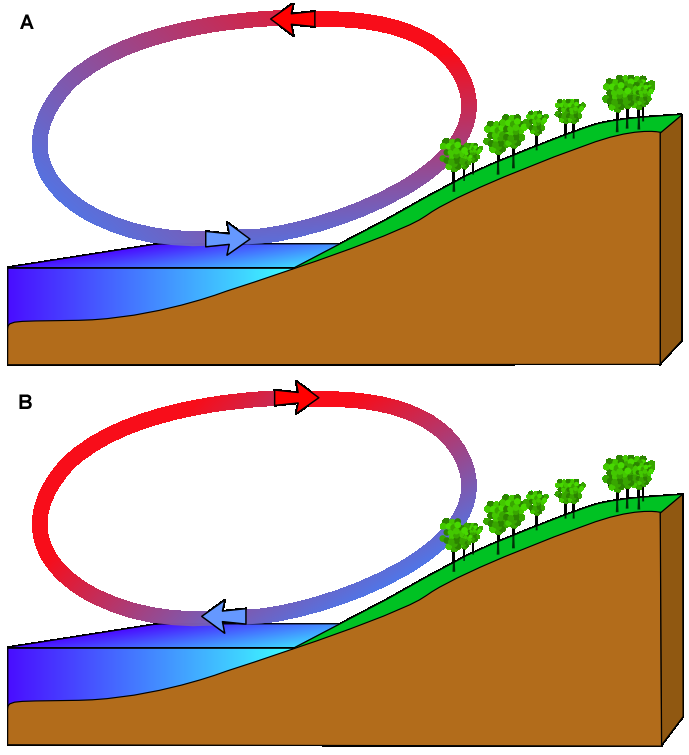
Добові зміни вітру

Джерелом енергії вітру є Сонце. Оскільки атмосфера Землі вбирає сонячну радіацію нерівномірно через неоднорідності її поверхні та різний кут падіння сонячного проміння в різних широтах в різну пору року, повітря розширюється та підіймається догори, утворюючи потоки, нерівномірно. Там, де повітря нагрівається більше, ці потоки підіймаються вище та зосереджуються у зонах низького тиску, а холодніше повітря опускається нижче, створюючи зони високого тиску. Різниця атмосферного тиску змушує повітря пересуватися від зони високого тиску до зони низького тиску з пропорційною швидкістю. Загалом 1-2 % від загальної кількості сонячної енергії перетворюється на енергію вітру.

### Глобальні ефекти вітроутворення

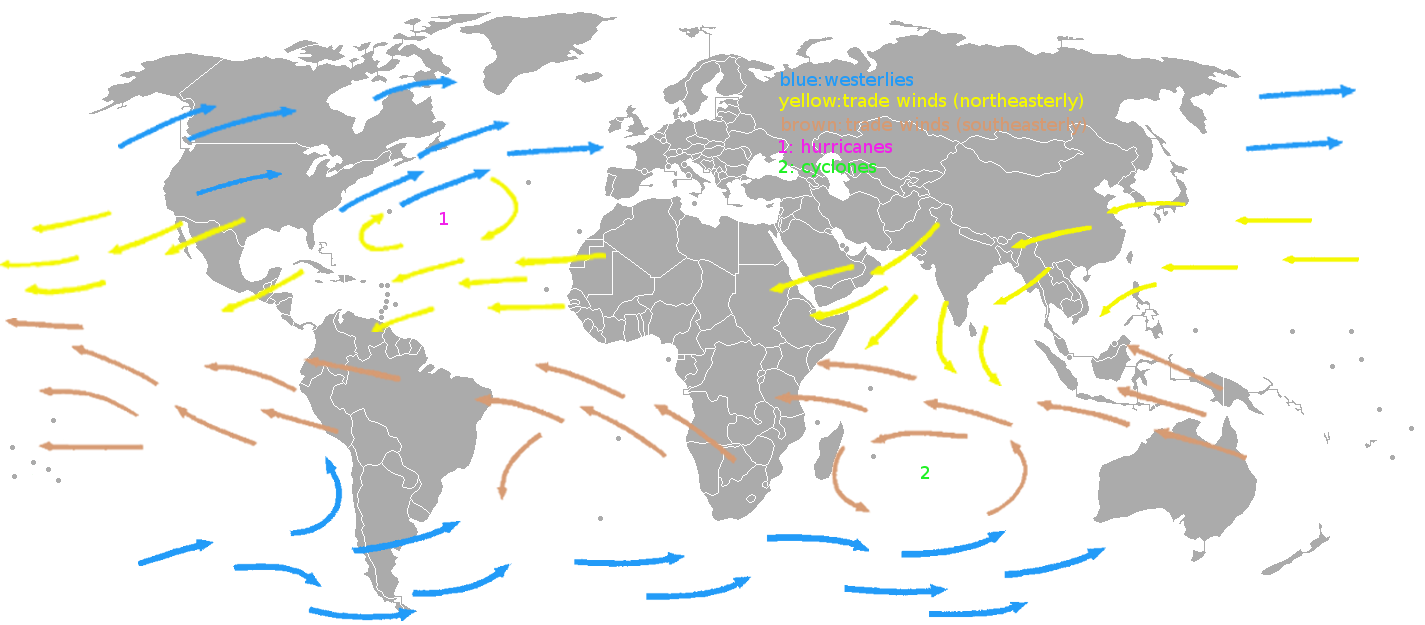
Мапа пасатів та західних вітрів помірного поясу

Циркуляційні процеси Землі, що призводять до вітроутворення.

У більшості районів Землі переважають вітри, що дмуть у певному напрямку. Біля полюсів зазвичай домінують східні вітри, у помірних широтах — західні, тоді як у тропіках знову домінують східні вітри. На межах між цими поясами — полярному фронті та субтропічному хребті — знаходяться зони затишку, де переважаючі вітри практично відсутні. У цих зонах рух повітря переважно вертикальний, через що виникають зони високої вологості (поблизу полярного фронту) або пустель (поблизу субтропічного хребта).

#### Тропічні вітри
Пасатами називається приповерхнева частина комірки Гадлі — переважаючі приповерхневі вітри, що дмуть у тропічних районах Землі в західному напрямку, наближаючись до екватору, тобто північно-східні вітри у Північній півкулі та південно-східні — у Південній. Постійний рух пасатів призводить до перемішування повітряних мас Землі, що може виявлятися у дуже великих масштабах: наприклад, пасати, що дмуть над Атлантичним океаном, здатні переносити пил з африканських пустель до Вест-Індії та деяких районів Північної Америки.
Мусони є переважаючими сезонними вітрами, що у тропічних районах тривають кілька місяців щороку. Термін виник на території Британської Індії та навколишніх країн як назва сезонних вітрів, що дмуть з Індійського океану та Аравійського моря на північний схід, приносячи до регіону значну кількість опадів. Їх рух у напрямку до полюсів викликано утворенням районів низького тиску в результаті нагріву тропічних районів у літні місяці, тобто Азії, Африки та Північної Америки з травня по липень та Австралії в грудні.
Пасати та мусони є головними факторами, що призводять до утворення тропічних циклонів над океанами Землі.

#### Західні вітри помірного поясу

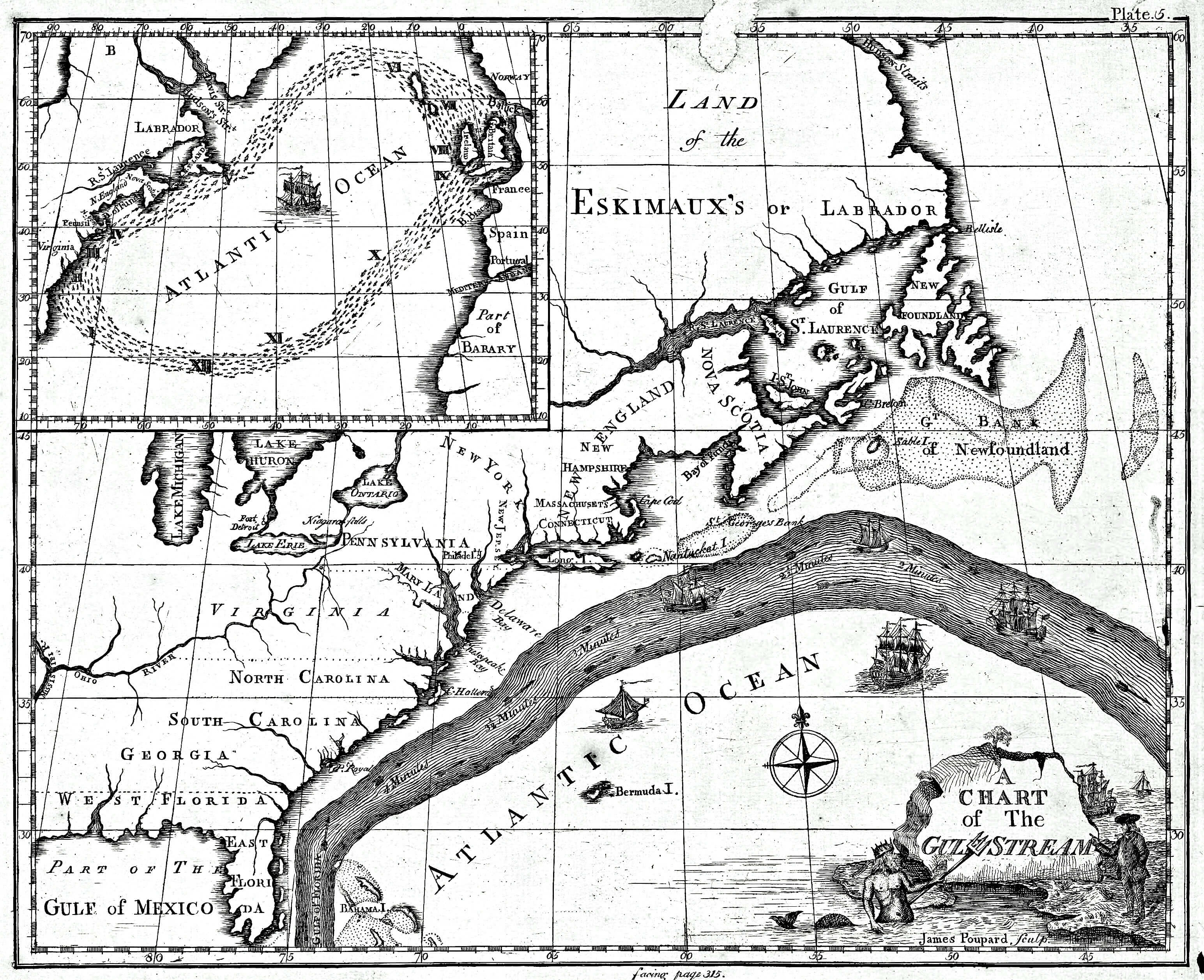
Мапа Гольфстриму, складена Бенджаміном Франкліном.

На помірних широтах, тобто між 35 і 65 градусами північної та південної широти, переважають західні вітри, приповерхнева частина комірки Феррела, точніше південно-західні вітри у Північній півкулі та північно-західні у Південній півкулі. Ці вітри найсильніші взимку, коли тиск біля полюсів найнижчий, та найслабші влітку.
Разом із пасатами переважаючі західні вітри дозволяють вітрильним суднам перетинати океани. Також, через посилення цих вітрів біля західних узбереж океанів обох півкуль, вони призводять до утворення сильних океанських течій у цих районах, що переносять теплі тропічні води у напрямку до полюсів. Переважаючі західні вітри загалом сильніші у Південній півкулі, де менше суходолу, який затримує вітер, та особливо сильні у смузі «ревучих сорокових» (між 40 і 50 градусами південної широти).

#### Східні вітри полярних районів
Східні вітри полярних районів, приповерхнева частина полярних комірок, це переважно сухі вітри, що дмуть від приполярних зон високого тиску до районів нижчого тиску уздовж полярного фронту. Ці вітри зазвичай слабші та менш регулярні, ніж західні вітри помірних широт. Через малу кількість сонячного тепла, повітря у полярних районах охолоджується та опускається вниз, утворюючи райони високого тиску та виштовхуючи приполярне повітря у напрямку вищих широт. Це повітря в результаті Коріолісової сили відхиляється на захід, утворюючи північно-східні вітри у Північній півкулі та південно-східні — у Південній.

### Локальні ефекти вітроутворення

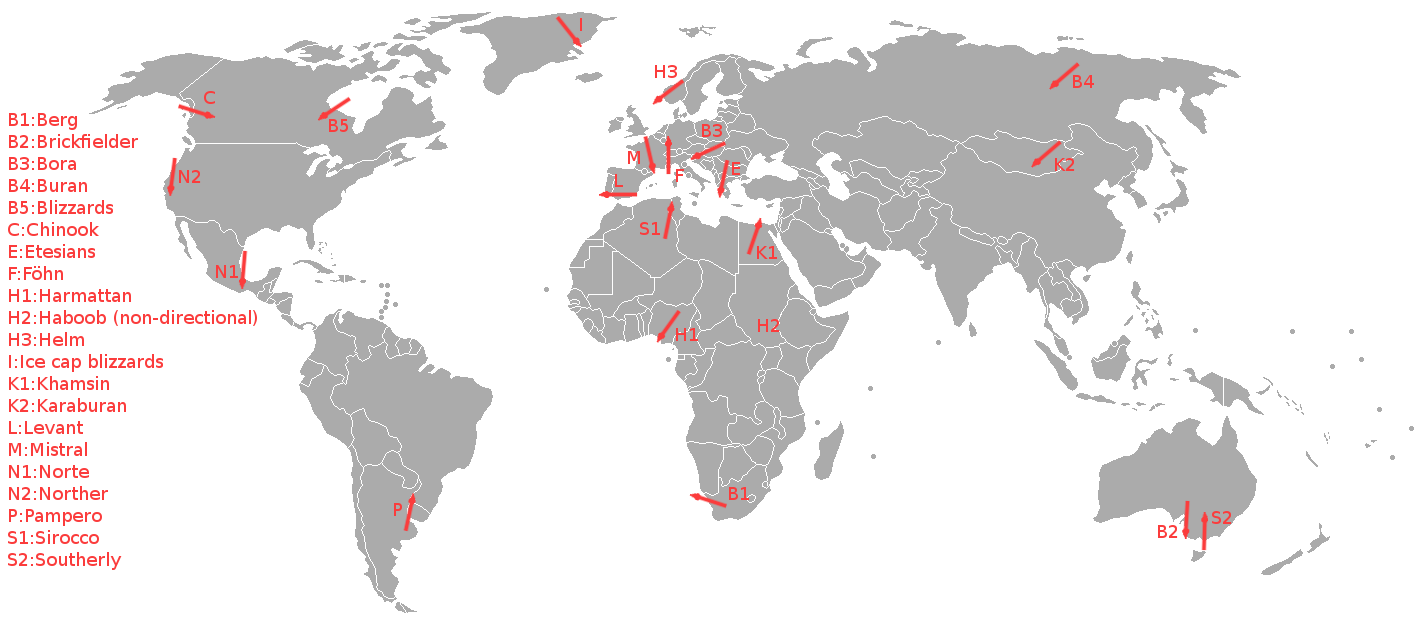
Найважливіші місцеві вітри на Землі

Локальні ефекти вітроутворення виникають у залежності від наявності локальних географічних об'єктів. Одним з таких ефектів є перепад температур між не дуже віддаленими ділянками, що може бути викликаний різними коефіцієнтами поглинання сонячного світла або різною теплоємністю поверхні. Останній ефект найсильніше виявляється між сушею та водною поверхнею та викликає бриз. Іншим важливим локальним чинником є наявність гір, що виступають як бар'єр на шляху вітрів.

#### Морський та континентальний бризи

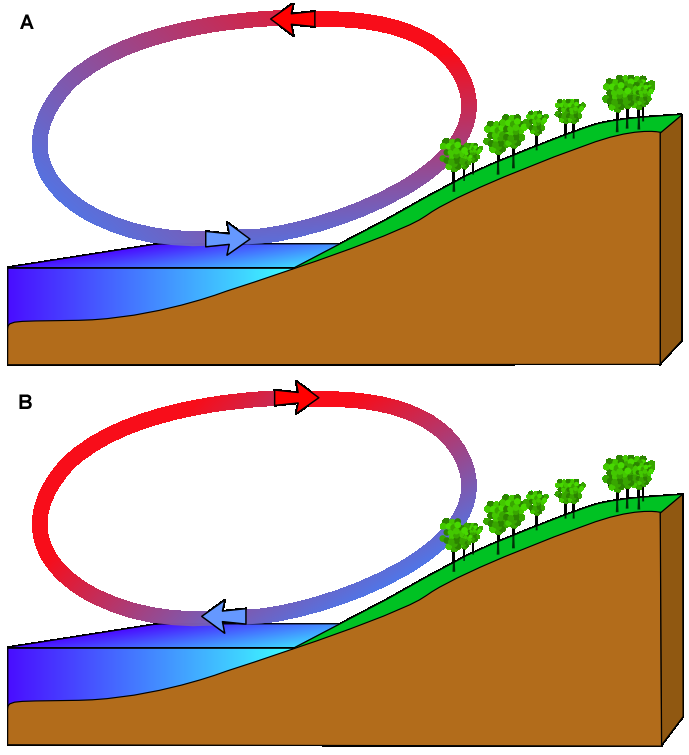
A: морський бриз (виникає у денний час), B: континентальний бриз (виникає уночі).

Важливими ефектами утворення переважних вітрів у прибережних районах є морський та континентальний бризи. Море (або інша велика водойма) нагрівається повільніше за суходіл через більшу ефективну теплоємність води. Тепліше (і тому — легше) повітря над суходолом підіймається вгору, утворюючи зону низького тиску. У результаті утворюється перепад тиску між сушею та морем, що зазвичай становить близько 0,002 атм. Внаслідок цього перепаду тиску прохолодніше повітря над морем рухається до суші, утворюючи прохолодний морський бриз на узбережжі. За відсутності сильніших вітрів, швидкість морського бризу пропорційна різниці температур. За наявності вітру із суші швидкістю понад 4 м/с, морський бриз зазвичай не утворюється.
Уночі, через меншу теплоємність, суша охолоджується швидше за море, і морський бриз припиняється. Коли ж температура суші спадає нижче за температуру поверхні водойми, то виникає зворотний перепад тиску, викликаючи (у випадку відсутності сильного вітру з моря) континентальний бриз, що дме із суші на море.

#### Вплив гір

Схематичне зображення підвітряних хвиль. Вітер, що дме у напрямку до гори, утворює перше коливання (A), яке повторюється після проходження гори (B). У найвищих точках утворюються лентикулярні (лінзоподібні) хмари.

Гори мають дуже різноманітний вплив на вітер, вони або викликають вітроутворення або ж виступають як бар'єр для його проходження. Над узгір'ями повітря прогрівається сильніше, ніж повітря на такій же висоті над низинами, що створює зони низького тиску над горами та призводить до вітроутворення. Цей ефект часто призводить до утворення гірськодолинних вітрів — переважаючих вітрів у районах із пересіченою місцевістю. Збільшення тертя біля поверхні долин веде до відхилення вітру, що дме паралельно долині, від поверхні на висоти навколишніх гір, що призводить до утворення бар'єрної струмової течії. Бар'єрна струмова течія може перевищувати навколишній вітер за швидкістю на величину до 45 %. Обминання гір може також змінювати напрямок вітру.
Перепади висоти гір істотно впливають на рух вітру. Так, якщо у гірському хребті, який долає вітер, є перевал, вітер проходить його із збільшенням швидкості в результаті ефекту Бернуллі. Навіть невеликі перепади висоти викликають перепади у швидкості вітру. В результаті значного градієнта швидкості рух повітря стає турбулентним та залишається таким на певній відстані навіть на рівнині за горою. Подібні ефекти важливі, наприклад, для літаків, що злітають або сідають на гірських аеродромах. Швидкі холодні вітри, що дмуть крізь гірські проходи, отримали різноманітні місцеві назви. У Центральній Америці це папагайо поблизу озера Нікараґуа, панамський вітер на Панамському перешийку та теуано на перешийку Теуантепек. Подібні вітри у Європі відомі як бора, трамонтана і містраль.
Іншим ефектом, пов'язаним з проходженням вітру над горами, є підвітряні хвилі, стоячі хвилі руху повітря, що виникають позаду високої гори та часто призводять до утворення лентикулярних хмар. В результаті цього та інших ефектів проходження вітру через перешкоди, над пересіченою місцевістю виникають численні вертикальні течії та вихори. Крім того, на навітряних схилах гір випадають значні опади, зумовлені адіабатичним охолодженням повітря, що підіймається вгору, та конденсацією у ньому вологи. З підвітряного боку, навпаки, повітря стає сухим, що викликає утворення дощового сутінку. Унаслідок цього, у районах, де переважаючі вітри долають гори, з навітряного боку домінує вологий клімат, а з підвітряного — посушливий. Вітри, що дмуть з гір до нижчих районів, називаються низхідними вітрами. Ці вітри теплі та сухі. Вони також мають численні місцеві назви. Так, низхідні вітри, що спускаються з Альп у Європі, відомі як фен, цей термін іноді поширюють і на інші райони. У Польщі та Словаччині низхідні вітри відомі як гальни (halny), в Аргентині — зонда, на острові Ява — коембанґ (koembang), у Новій Зеландії — «Норвест арк» (Nor'west arch). На Великих Рівнинах у США вони відомі як чинук, а в Каліфорнії — Санта-Ана і сандаунер. Швидкість низхідного вітру може перевищувати 45 м/с.

### Короткочасні процеси вітроутворення

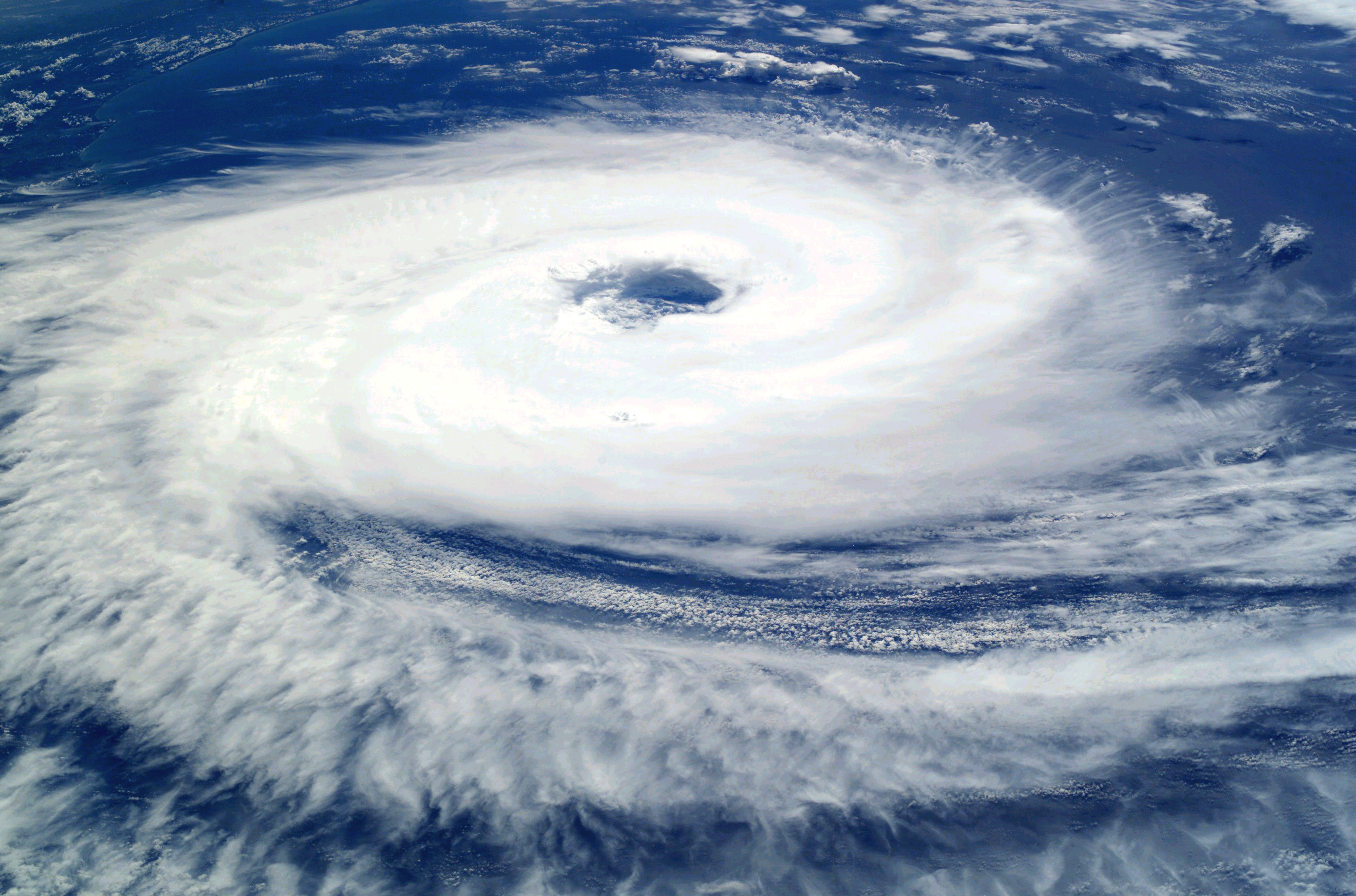
Тропічний циклон Катаріна над південною частиною Атлантичного океану

До формування вітрів призводять також і короткочасні процеси, що, на відміну від переважаючих вітрів, не є регулярними, а відбуваються хаотично, часто протягом певного сезону. Такими процесами є утворення циклонів, антициклонів та подібних до них явищ меншого масштабу, зокрема гроз.
Циклонами та антициклонами називають області низького та, відповідно, високого атмосферного тиску, зазвичай такі, що виникають на просторі розміром понад кілька кілометрів. На Землі вони утворюються над більшою частиною поверхні та характеризуються типовою для них циркуляційною структурою. Через вплив сил Коріоліса, у Північній півкулі рух повітря навколо циклону закручений проти годинникової стрілки, а навколо антициклону — за годинниковою стрілкою. У Південній півкулі напрямок руху зворотний. За наявності тертя об поверхню, з'являється компонента руху до центру або від центру, в результаті повітря рухається по спіралі до області низького або від області високого тиску.

#### Позатропічні циклони
Циклони, що формуються поза межами тропічного поясу, відомі як позатропічні. З двох типів великомасштабних циклонів, вони більші за розміром (класифікуються як синоптичні циклони), найбільш поширені та трапляються на більшій частині земної поверхні. Саме цей клас циклонів найбільшою мірою відповідальний за зміни погоди день у день, а їх передбачення є головною метою сучасних прогнозів погоди.
Згідно з класичною (норвезькою) моделлю Бергенської школи, позатропічні циклони формуються переважно поблизу полярного фронту у зонах особливо сильної висотної струмової течії та отримують енергію за рахунок значного температурного градієнта у цьому районі. У процесі формування циклону стаціонарний атмосферний фронт розривається на ділянки теплого та холодного фронтів, що рухаються, наближаючись один до одного із формуванням фронту оклюзії та закручуванням циклону. Подібна картина виникає і за пізнішою моделлю Шапіро-Кейзера, заснованій на спостереженні океанських циклонів, за винятком тривалого руху теплого фронту перпендикулярно до холодного без утворення фронту оклюзії.
Після формування, циклон зазвичай існує кілька днів. За цей час він встигає просунутися на відстань від кількох сотень до кількох тисяч кілометрів, викликаючи різкі зміни вітрів та опади у певних районах своєї структури.
Хоча великі позатропічні циклони зазвичай асоційовані з фронтами, менші за розміром циклони здатні утворюватися в межах порівняно однорідної повітряної маси. Типовим прикладом є циклони, що формуються у потоках полярного повітря на початку формування фронтального циклону. Ці невеликі циклони мають назву полярних та часто виникають над приполярними районами океанів. Інші невеликі циклони виникають на підвітряному боці гір під дією західних вітрів помірних широт.

#### Тропічні циклони

Схема тропічного циклону

Циклони, що утворюються у тропічному поясі, дещо менші за позатропічні (вони класифікуються як мезоциклони) та мають інший механізм походження. Ці циклони живляться енергією, що отримується за рахунок підйому вгору теплого вологого повітря та можуть існувати винятково над теплими районами океанів, через що мають назву циклонів з теплим ядром (на відміну від позатропічних циклонів з холодним ядром). Тропічні циклони характеризуються дуже сильним вітром та значною кількістю опадів. Вони розвиваються та набирають силу над поверхнею води, але швидко втрачають її над суходолом, через що їхній руйнівний ефект зазвичай виявляється лише на узбережжі (до 40 км вглиб суші).
Для утворення тропічного циклону необхідна ділянка дуже теплої водної поверхні, нагрівання повітря над якою призводить до зниження атмосферного тиску щонайменше на 2,5 мм рт. ст. Вологе тепле повітря підіймається вгору, але через його адіабатичне охолодження значна кількість утримуваної вологи конденсується на великих висотах і випадає у вигляді дощу. Сухіше і таким чином щільніше повітря, що щойно звільнилося від вологи, опускається униз, формуючи зони вищого тиску навколо ядра циклону. Цей процес має позитивний зворотний зв'язок, унаслідок чого, поки циклон знаходиться над досить теплою водною поверхнею, що підтримує конвекцію, він продовжує посилюватися. Хоча найчастіше тропічні циклони утворюються в тропіках, інколи ознак тропічного циклону набувають циклони іншого типу на пізніх етапах існування, як це трапляється із субтропічними циклонами.

#### Антициклони
На відміну від циклонів, антициклони зазвичай більші за циклони і характеризуються невисокою метеорологічною активністю та слабкими вітрами. Найчастіше антициклони формуються в зонах холодного повітря позаду циклону, що проходить. Такі антициклони називають холодними, але із їх зростанням, до циклону опускається повітря з вищих шарів атмосфери (2-5 км), що призводить до збільшення температури і утворення теплого антициклону. Антициклони рухаються досить повільно, часто збираються у смузі антициклонів поблизу субтропічного хребта, хоча багато з них залишаються у зоні західних вітрів помірних широт. Такі антициклони зазвичай затримують вітри і тому мають назву блокуючих антициклонів.

## Вимірювання

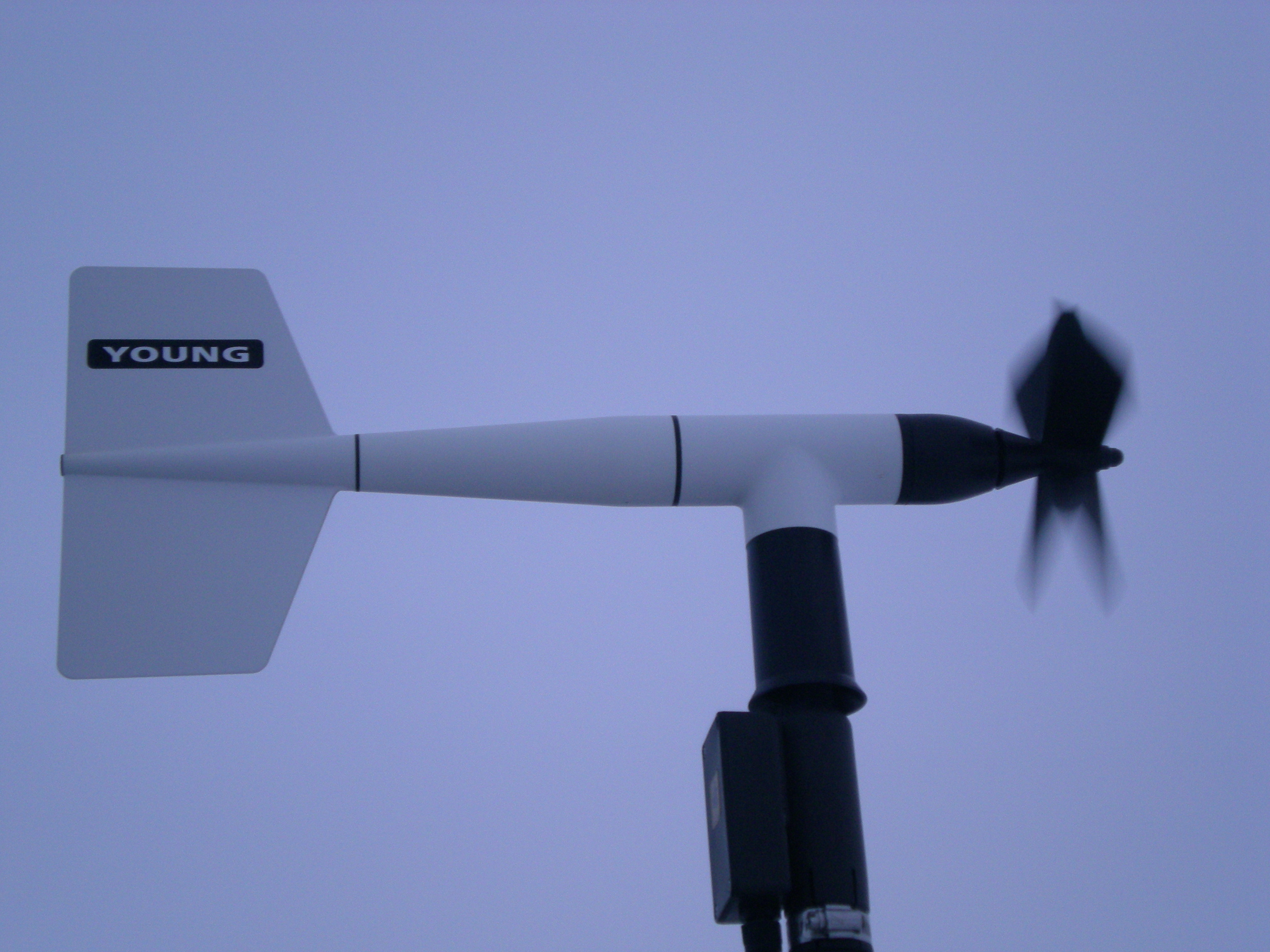
Пропелерний анемометр

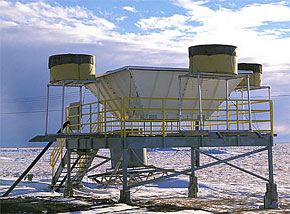
Радарний профайлер вітру

Напрямок вітру в метеорології визначається як напрямок, з якого дме вітер. Найпростішим приладом для встановлення напрямку вітру є флюгер. Вітровказівники, встановлені в аеропортах, також здатні приблизно показувати швидкість вітру, залежно від якої змінюється нахил приладу.
Типовими приладами, безпосередньо призначеними для вимірювання швидкості вітру, є різноманітні анемометри, що використовують здатні до обертання чашечки або пропелери. Для вимірювання із більшою точністю, зокрема для наукових досліджень, використовують вимірювання швидкості звуку або вимірювання швидкості охолодження нагрітого дроту або мембрани під дією вітру. Іншим поширеним типом анемометрів є трубка Піто, що вимірює різницю динамічного тиску між двома концентричними трубками під дією вітру та широко використовується в авіаційній техніці.
Швидкість вітру на метеорологічних станціях більшості країн світу зазвичай вимірюють на висоті 10 м та усереднюють за 10 хвилин. Виняток становлять США, де швидкість усереднюють за 1 хвилину, та Індія, де її усереднюють за 3 хвилини. Період усереднення має важливе значення, оскільки, наприклад, швидкість постійного вітру, виміряна за 1 хвилину зазвичай на 14 % вище значення, виміряного за 10 хвилин. Короткі періоди швидкого вітру досліджують окремо, а періоди, у які швидкість вітру перевищує усереднену за 10 хвилин швидкість щонайменш на 10 вузлів (5 м/с), називаються поривами. Шквалом називається подвоєння швидкості вітру, сильнішого за певний поріг, що триває хвилину або більше.
Для дослідження швидкості вітрів у багатьох точках використовують зонди, швидкість яких визначають за допомогою GPS, радіонавігації або слідкування за зондом за допомогою радара або теодоліту. Іншими методами є використання таких методів як содари, доплерівські лідари та радари, здатні вимірювати доплерівський зсув електромагнітного випромінювання, відбитого або розсіяного аерозольними частинками або навіть молекулами повітря. На додаток, радіометри і радари використовують повітря для вимірювання нерівності водної поверхні, що добре відображає приповерхневу швидкість вітру над океаном. За допомогою зйомки руху хмар з геостаціонарних супутників можна встановити швидкість вітру на більших висотах.

## Швидкість вітру

### Середні швидкості вітрів і їх зображення
Типовим засобом представлення даних щодо вітрів є атласи і мапи вітрів. Ці атласи зазвичай складаються для кліматологічних досліджень та можуть містити інформацію як щодо середньої швидкості, так і щодо відносної частоти вітрів кожної швидкості у регіоні. Зазвичай атлас містить середні за годину дані, виміряні на висоті 10 м та усереднені за десятки років.
Для окремих потреб використовуються й інші стандарти складення мап вітру. Так, для потреб вітроенергетики вимірювання проводять на висоті більшій за 10 м, зазвичай 30-100 м, та наводять дані у вигляді середньої питомої потужності вітрового потоку.

### Максимальна швидкість вітру
Найбільша швидкість пориву вітру на Землі (на стандартній висоті 10 м) було зареєстровано автоматичною метеорологічною станцією на австралійському острові Барроу під час циклону Олівія 10 квітня 1996 року. Вона становила 113 м/с (408 км/год). Друге за величиною значення швидкості пориву вітру становить 103 м/с (371 км/год). Його було зареєстровано 12 квітня 1934 року в обсерваторії на горі Вашингтон у Нью-Гемпширі. Над морем Співдружності дмуть найшвидші постійні вітри — 320 км/год. Швидкості можуть бути більшими під час таких явищ як смерч, але їх точне вимірювання дуже важке і надійних даних для них не існує. Для класифікації смерчів і торнадо за швидкістю вітру та руйнівною силою застосовують Шкалу Фудзіти. Рекорд для швидкості вітру на рівнинній місцевості був зафіксований 8 березня 1972 року на військово-повітряній базі США в Туле, Гренландія — 333 км/год.
Найбільшу швидкість пориву вітру в Україні було зареєстровано в грудні 1947 року в Кримських горах, на горі Ай-Петрі. Вона становила 50 м/с, або 180 км/год.

### Градієнт швидкості вітру

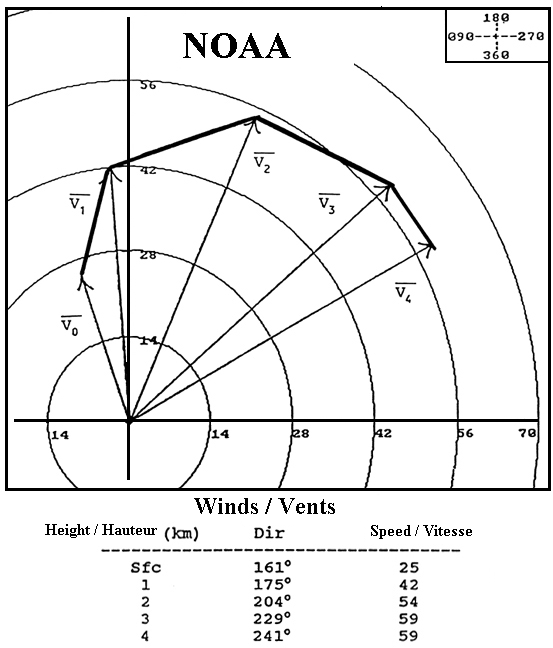
Годографічний графік вектора швидкості вітру на різних висотах, що застосовується для визначення градієнта вітру.

Градієнтом вітру називають різницю у швидкості вітру на невеликому масштабі, найчастіше у напрямку, перпендикулярному його руху. Градієнт вітру поділяють на вертикальну і горизонтальну компоненти, з яких горизонтальна має помітно відмінні від нуля значення уздовж атмосферних фронтів та біля узбережжя, а вертикальна — біля поверхні, хоча зони значного градієнта вітру різних напрямків також трапляються у високих шарах атмосфери уздовж висотних струмових течій. Градієнт вітру є мікрометеорологічним явищем, що має значення лише на невеликих відстанях, проте він може бути пов'язаним з погодними явищами мезо- та синоптичної метеорології, такими як лінія шквалу або атмосферні фронти. Значні градієнти вітру часто спостерігаються біля зумовлених грозами мікропоривів, у районах сильних локальних приповерхневих вітрів — низькорівневих струменевих потоків, біля гір, будівель, вітрових турбін і суден.
Градієнт вітру має значний вплив на приземлення та зліт літальних апаратів, з одного боку він може допомогти скоротити відстань розбігу літака, а з іншого ускладнює контроль над апаратом. Градієнт вітру є причиною значної кількості аварій літальних апаратів.
Градієнт вітру також впливає на розповсюдження звукових хвиль у повітрі, що можуть відбиватися від атмосферних фронтів та досягати місць, яких інакше вони б не досягли, або навпаки. Сильні градієнти вітру заважають розвитку тропічних циклонів, але збільшують тривалість окремих гріз. Особлива форма градієнта вітру — термальний вітер — призводить до утворення висотних струмових течій.

### Класифікація вітрів за силою
Через те, що вплив вітру на людину залежить від його швидкості, ця характеристика була в основі перших класифікацій вітру. Найбільш поширеною з таких класифікацій є Шкала сили вітру Бофорта, що надає емпіричний опис сили вітру залежно від умов моря, що спостерігаються. Спочатку шкала була 13-рівневою, але починаючи з 1940-х років її було розширено до 18 рівнів. Для опису кожного рівня ця шкала в оригінальному вигляді використовувала терміни розмовної англійської мови, такі як breeze, gale, storm, hurricane, що були замінені також розмовними термінами інших мов, такими як «штиль», «шторм» і «ураган» українською. Так, за шкалою Бофорта, шторм відповідає швидкості вітру (усередненій за 10 хвилин та округленій до цілого числа вузлів) від 41 до 63 вузлів (20,8-32,7 м/с), при цьому цей діапазон поділяється на три підкатегорії за допомогою прикметників «сильний» та «жорстокий».
Термінологія тропічних циклонів не має універсальної загальноприйнятої шкали та варіює залежно від регіону. Загальною рисою є, однак, використання максимального постійного вітру, тобто усередненої швидкості вітру за певний проміжок часу, для класифікації вітру до певної категорії. Нижче наведено короткий звіт таких класифікацій, що використовуються різними регіональними спеціалізованими метеорологічними центрами та іншими центрами попередження про тропічні циклони:
| Класифікація вітрів за силою | Класифікація вітрів за силою                                  | Класифікація вітрів за силою | Класифікація вітрів за силою   | Класифікація вітрів за силою      | Класифікація вітрів за силою   | Класифікація вітрів за силою   | Класифікація вітрів за силою | Класифікація вітрів за силою | Класифікація вітрів за силою                      |
| Загальна                     | Загальна                                                      | Загальна                     | Тропічних циклонів             | Тропічних циклонів                | Тропічних циклонів             | Тропічних циклонів             | Тропічних циклонів           | Тропічних циклонів           | Тропічних циклонів                                |
| Шкала Бофорта                | Швидкість у вузлах (середня за 10 хвилин, округлена до цілих) | Загальна назва               | Пн. Індійський океан IMD       | Пд.-зх. Індійський океан MF       | Австралія BOM                  | Пд.-зх. Тихий океан FMS        | Пн.-зх. Тихий океан JMA      | Пн.-зх. Тихий океан JTWC     | Пн.-сх. Тихий і Пн. Атлантичний океани NHC і CPHC |
| ---------------------------- | ------------------------------------------------------------- | ---------------------------- | ------------------------------ | --------------------------------- | ------------------------------ | ------------------------------ | ---------------------------- | ---------------------------- | ------------------------------------------------- |
| 0                            | <1                                                            | Штиль                        | Депресія                       | Тропічне заворушення              | Тропічне пониження             | Тропічна депресія              | Тропічна депресія            | Тропічна депресія            | Тропічна депресія                                 |
| 1                            | 1-3                                                           | Тихий                        | Депресія                       | Тропічне заворушення              | Тропічне пониження             | Тропічна депресія              | Тропічна депресія            | Тропічна депресія            | Тропічна депресія                                 |
| 2                            | 4-6                                                           | Легкий                       | Депресія                       | Тропічне заворушення              | Тропічне пониження             | Тропічна депресія              | Тропічна депресія            | Тропічна депресія            | Тропічна депресія                                 |
| 3                            | 7-10                                                          | Слабкий                      | Депресія                       | Тропічне заворушення              | Тропічне пониження             | Тропічна депресія              | Тропічна депресія            | Тропічна депресія            | Тропічна депресія                                 |
| 4                            | 11-16                                                         | Помірний                     | Депресія                       | Тропічне заворушення              | Тропічне пониження             | Тропічна депресія              | Тропічна депресія            | Тропічна депресія            | Тропічна депресія                                 |
| 5                            | 17-21                                                         | Свіжий                       | Депресія                       | Тропічне заворушення              | Тропічне пониження             | Тропічна депресія              | Тропічна депресія            | Тропічна депресія            | Тропічна депресія                                 |
| 6                            | 22-27                                                         | Сильний                      | Депресія                       | Тропічне заворушення              | Тропічне пониження             | Тропічна депресія              | Тропічна депресія            | Тропічна депресія            | Тропічна депресія                                 |
| 7                            | 28-29                                                         | Міцний                       | Глибока депресія               | Тропічна депресія                 | Тропічне пониження             | Тропічна депресія              | Тропічна депресія            | Тропічна депресія            | Тропічна депресія                                 |
| 7                            | 30-33                                                         | Міцний                       | Глибока депресія               | Тропічна депресія                 | Тропічне пониження             | Тропічна депресія              | Тропічна депресія            | Тропічна депресія            | Тропічна депресія                                 |
| 8                            | 34-40                                                         | Дуже міцний                  | Циклонний шторм                | Помірний тропічний шторм          | Тропічний циклон (1)           | Тропічний циклон (1)           | Тропічний шторм              | Тропічний шторм              | Тропічний шторм                                   |
| 9                            | 41-47                                                         | Шторм                        | Циклонний шторм                | Помірний тропічний шторм          | Тропічний циклон (1)           | Тропічний циклон (1)           | Тропічний шторм              | Тропічний шторм              | Тропічний шторм                                   |
| 10                           | 48-55                                                         | Сильний шторм                | Жорстокий тропічний шторм      | Жорстокий тропічний шторм         | Тропічний циклон (2)           | Тропічний циклон (2)           | Жорстокий тропічний шторм    | Тропічний шторм              | Тропічний шторм                                   |
| 11                           | 56-63                                                         | Жорстокий шторм              | Жорстокий тропічний шторм      | Жорстокий тропічний шторм         | Тропічний циклон (2)           | Тропічний циклон (2)           | Жорстокий тропічний шторм    | Тропічний шторм              | Тропічний шторм                                   |
| 12                           | 64-72                                                         | Ураган                       | Дуже жорстокий циклонний шторм | Тропічний циклон                  | Жорстокий тропічний циклон (3) | Жорстокий тропічний циклон (3) | Тайфун                       | Тайфун                       | Ураган (1)                                        |
| 13                           | 73-85                                                         | Ураган                       | Дуже жорстокий циклонний шторм | Тропічний циклон                  | Жорстокий тропічний циклон (3) | Жорстокий тропічний циклон (3) | Тайфун                       | Тайфун                       | Ураган (2)                                        |
| 14                           | 86-89                                                         | Ураган                       | Дуже жорстокий циклонний шторм | Тропічний циклон                  | Жорстокий тропічний циклон (4) | Жорстокий тропічний циклон (4) | Тайфун                       | Тайфун                       | Сильний ураган (3)                                |
| 15                           | 90-99                                                         | Ураган                       | Дуже жорстокий циклонний шторм | Інтенсивний тропічний циклон      | Жорстокий тропічний циклон (4) | Жорстокий тропічний циклон (4) | Тайфун                       | Тайфун                       | Сильний ураган (3)                                |
| 16                           | 100-106                                                       | Ураган                       | Дуже жорстокий циклонний шторм | Інтенсивний тропічний циклон      | Жорстокий тропічний циклон (4) | Жорстокий тропічний циклон (4) | Тайфун                       | Тайфун                       | Сильний ураган (4)                                |
| 17                           | 107-114                                                       | Ураган                       | Дуже жорстокий циклонний шторм | Інтенсивний тропічний циклон      | Жорстокий тропічний циклон (5) | Жорстокий тропічний циклон (5) | Тайфун                       | Тайфун                       | Сильний ураган (4)                                |
| 17                           | 115-119                                                       | Ураган                       | Дуже жорстокий циклонний шторм | Дуже інтенсивний тропічний циклон | Жорстокий тропічний циклон (5) | Жорстокий тропічний циклон (5) | Тайфун                       | Супертайфун                  | Сильний ураган (4)                                |
| 17                           | >120                                                          | Ураган                       | Суперциклонний шторм           | Дуже інтенсивний тропічний циклон | Жорстокий тропічний циклон (5) | Жорстокий тропічний циклон (5) | Тайфун                       | Супертайфун                  | Сильний ураган (5)                                |

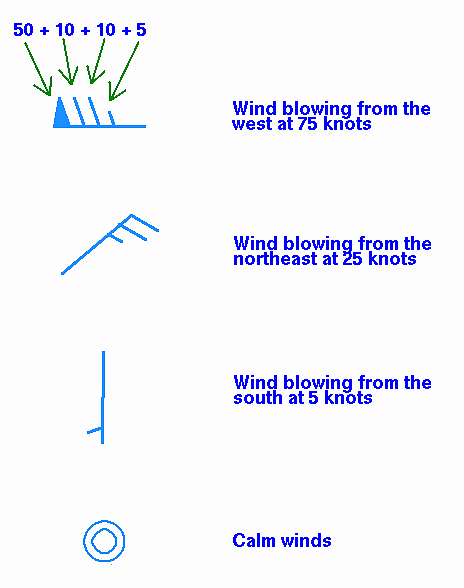
Зображення вітрів у станційній моделі

Для вказування вітрів на погодних мапах найчастіше використовується станційна модель, у якій напрямок та швидкість вітру позначаються у вигляді стрілок. Швидкість вітру в цій моделі позначається за допомогою «прапорців» на кінці стрілочки:
- Кожні прямі пів-прапорця відповідають 5 вузлам (2,57 м/с).
- Кожний повний прямий прапорець відповідає 10 вузлам (5,15 м/с).
- Кожний трикутний прапорець позначає 50 вузлів (25,7 м/с)[64].

Напрямок, з якого дме вітер, визначається напрямком, який вказує стрілка. Таким чином, північно-східний вітер позначатиметься лінією, що простягається з центрального кола у північно-східному напрямку, а прапорці, що вказують швидкість, знаходитимуться на північно-східному кінці лінії. Після зображення вітру на мапі часто проводиться аналіз ізотах (ізогіпс, що з'єднують точки рівної швидкості). Наприклад, ізотахи побудовані на висотах з тиском до 0,3 атм корисні для знаходження висотних струмових течій.

## Значення в природі
Вітер активно впливає на кліматоутворення та викликає ряд геологічних процесів. Так, у районах з посушливим кліматом вітер є головною причиною ерозії, він здатний переносити великі кількості пилу та піску та відкладати їх у нових районах. Переважаючі вітри, що дмуть над океанами, викликають океанські течії, що істотно впливають на клімат прилеглих районів. Також вітер є важливим фактором перенесення насіння, спор, пилку, відіграючи важливу роль у розповсюдженні рослин.

### Ерозія

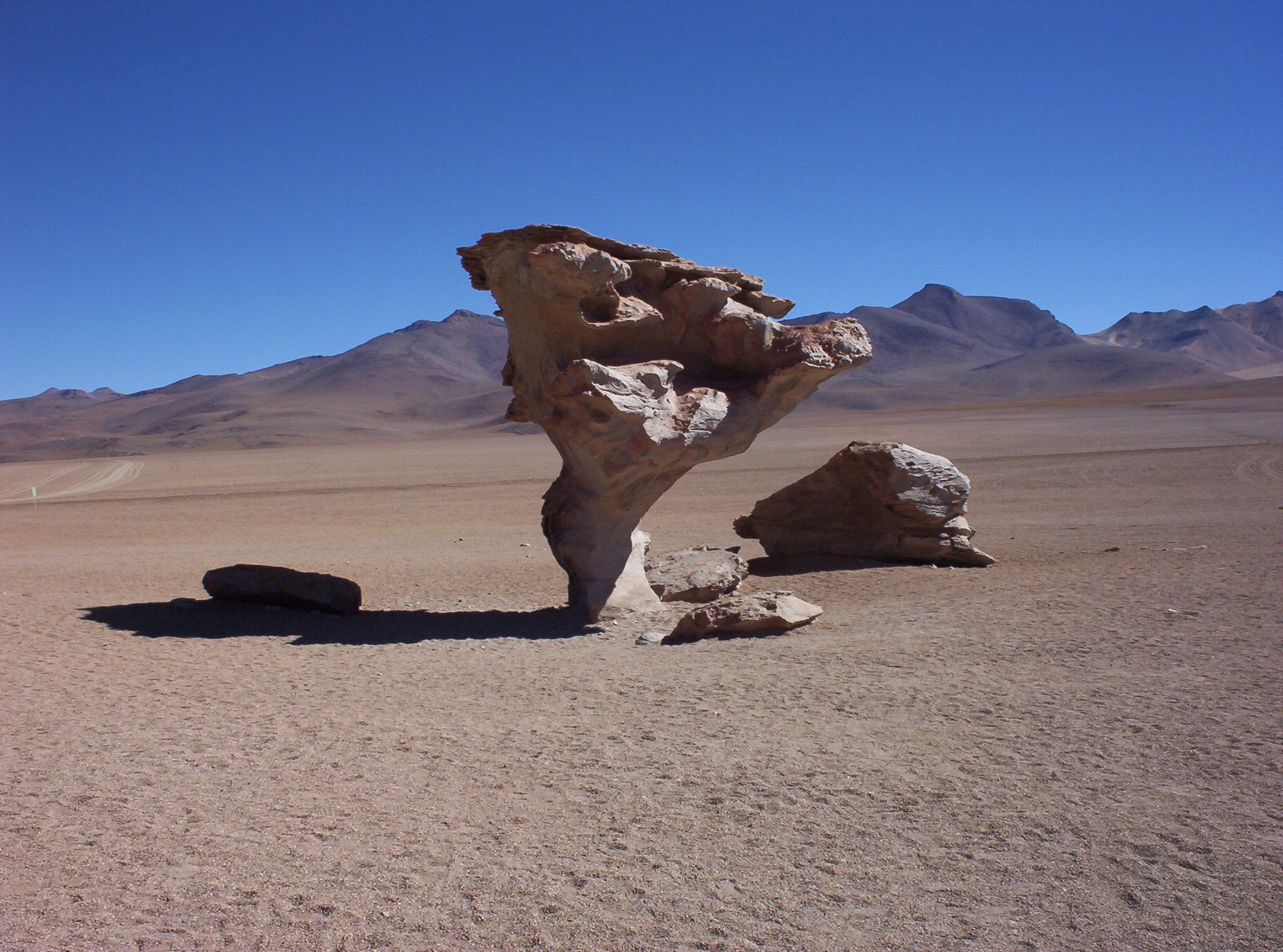
Виточена вітром скельна формація на Альтіплано, Болівія.

У ряді випадків вітер може бути причиною ерозії, що проявляється переважно унаслідок двох процесів.
Перший, відомий як дефляція, є процесом видування дрібних частинок та перенесення їх до інших районів. Райони, де цей процес інтенсивний, називаються зонами дефляції. Поверхня у таких районах, що займають близько половини площі всіх пустель Землі, так звана пустельна бруківка, складається з твердих гірських порід та скельних уламків, які вітер не може перенести.
Другий процес, відомий як коразія, є процесом абразивного руйнування гірських порід. Коразія відбувається в першу чергу через сальтацію породи твердими частинками середнього розміру та призводить до утворення таких структур як ярданги та вентифакти.
Вітрова ерозія найбільш ефективно відбувається у районах із незначним рослинним покривом або загалом без нього, найчастіше така відсутність рослинності зумовлена посушливим кліматом цих районів. Крім того, за відсутності води, що зазвичай є ефективнішим фактором ерозії, вітрова ерозія стає помітнішою.

### Перенесення пилу з пустель

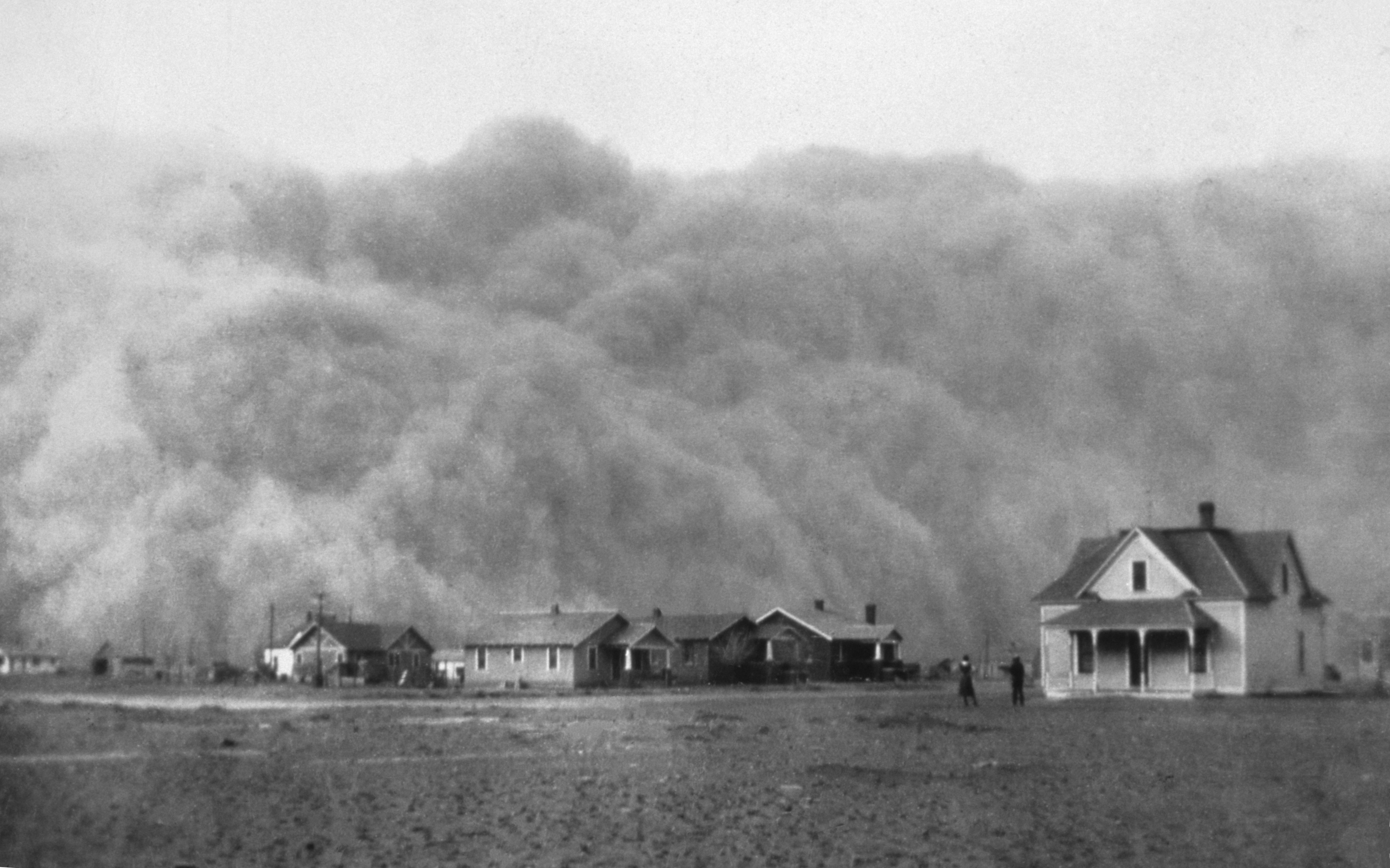
Пилова буря в Техасі, 1935 рік.

Усередині літа, тобто в липні у Північній півкулі, смуга пасатів зсувається помітно ближче до полюсів, охоплюючи райони субтропічних пустель, таких як Сахара. Унаслідок цього, на південній межі субтропічного хребта, де утримується суха погода, відбувається активне перенесення пилу в західному напрямку. Пил із Сахари протягом цього сезону здатний досягати південного сходу Північної Америки, що можна побачити за зміною кольору неба на білуватий та за червоним сонцем уранці. Це особливо яскраво виявляється у Флориді, де осідає більше половини пилу, що досягає США. Кількість пилу, що переноситься вітром, сильно варіює рік від року, але загалом, починаючи з 1970 року, вона збільшилася через збільшення частоти і тривалості посух в Африці. Велика кількість частинок пилу у повітрі загалом погано впливає на його якість і пов'язана із зникненням коралових рифів в Карибському морі. Подібні процеси перенесення пилу відбуваються і з інших пустель та в інших напрямках. Так, через дію західних вітрів помірного поясу в зимовий період, пил з пустелі Гобі, разом з великою кількістю забруднюючих речовин, може перетинати Тихий океан і досягати Північної Америки.
Багато з вітрів, що пов'язані із переносом пилу з пустель, мають місцеві назви. Так, каліма є північно-східними вітрами, що несуть пил на Канарські острови. Харматан переносить пил у зимовий період до Гвінейської затоки. Сироко несе пил з Північної Африки до Південної Європи в результаті руху позатропічних циклонів через Середземне море. Весняні шторми, що несуть пил через Єгипет та Аравійський півострів, відомі як хамсин. Шамаль, викликаний проходженням холодних фронтів, дме поблизу Перської затоки.

### Відкладання матеріалів

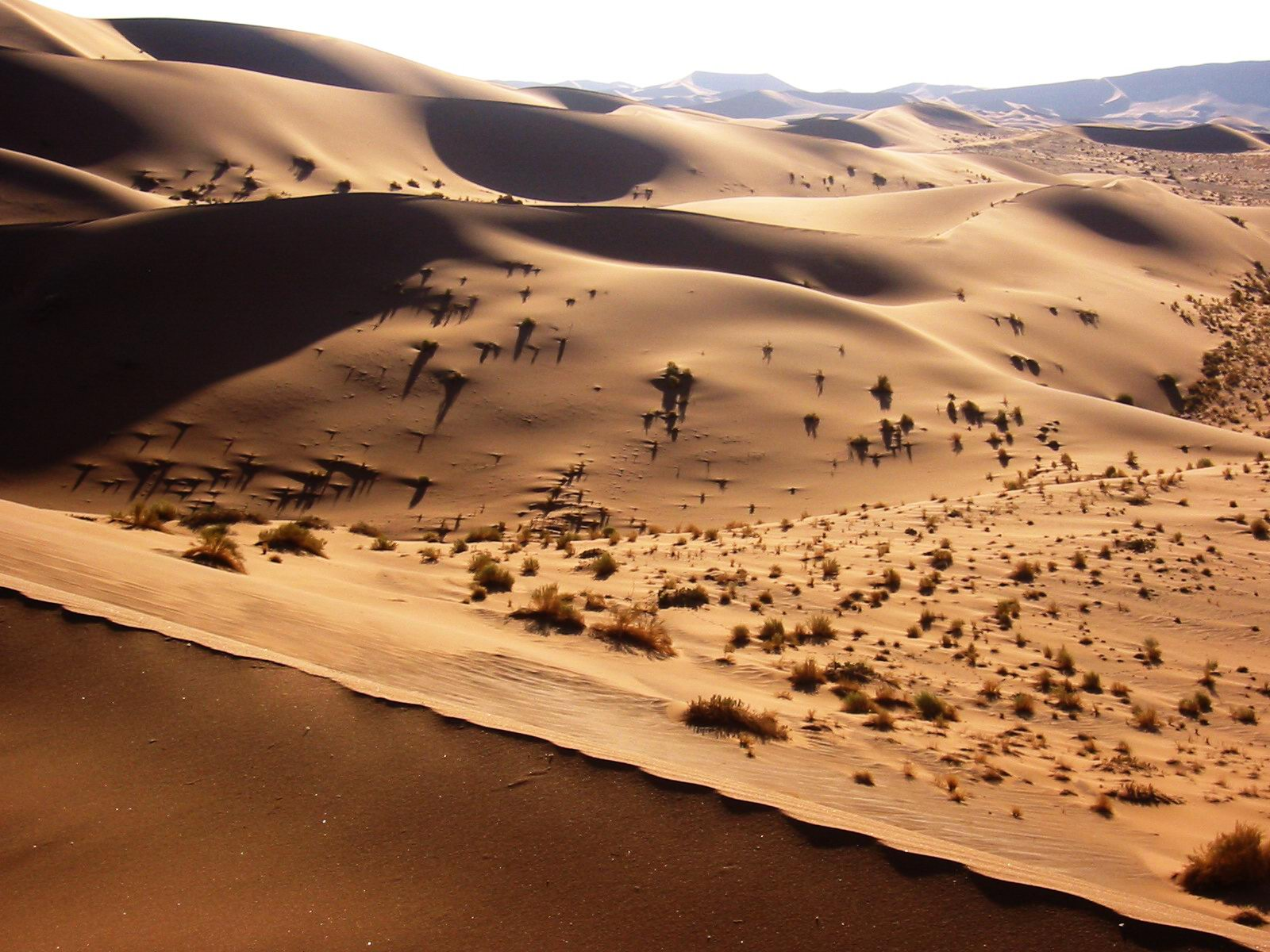
Дюни в пустелі Наміб

Відкладання матеріалів вітром призводить до утворення піщаних щитів та формування таких форм рельєфу як піщані дюни. Дюни досить типові на узбережжі та в межах піщаних щитів у пустелях, де вони відомі як бархани.
Іншим прикладом є відкладання лесу, однорідної зазвичай нестратифікованої пористої крихкої осадової породи жовтуватого кольору, що складається з перенесених вітром частинок найменшого розміру, мулу. Зазвичай лес відкладається на площі у сотні квадратних кілометрів. Тоді як у Європі та Америці товщина шару лесу зазвичай становить 20-30 м, на Лесовому плато в Китаї вона досягає до 335 м. Лес утворює дуже родючі ґрунти, що за сприятливих кліматичних умов здатні підтримувати найбільші врожаї у світі. Проте, він дуже нестабільний геологічно та дуже легко еродується, через що часто вимагає захисних утворень.

### Ефект на рослини

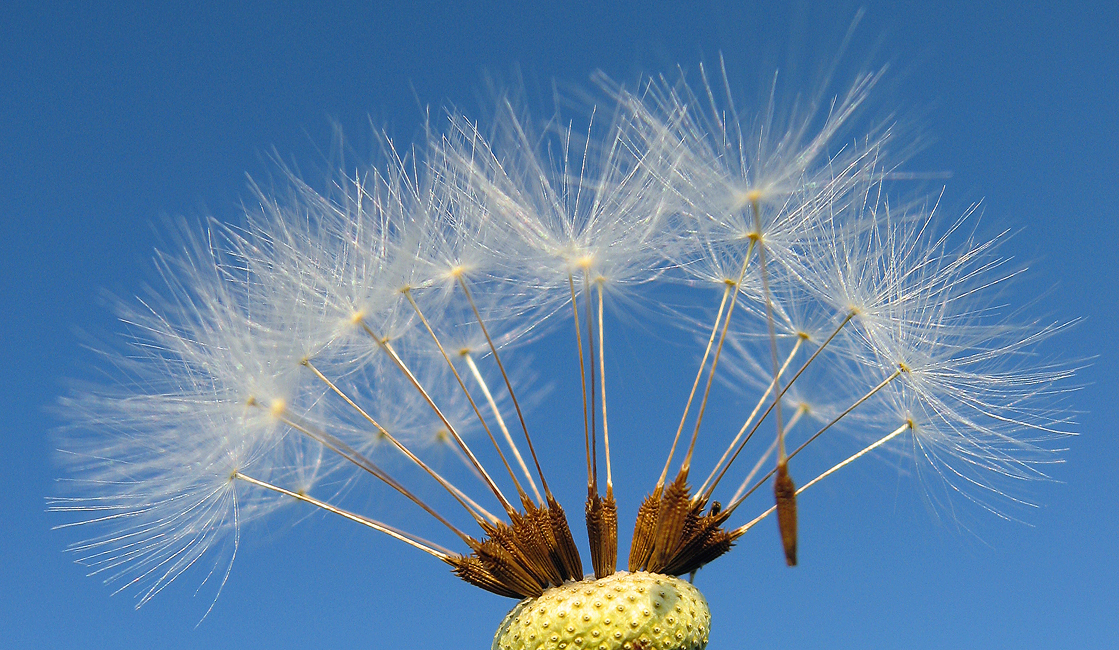
Насіння кульбаби

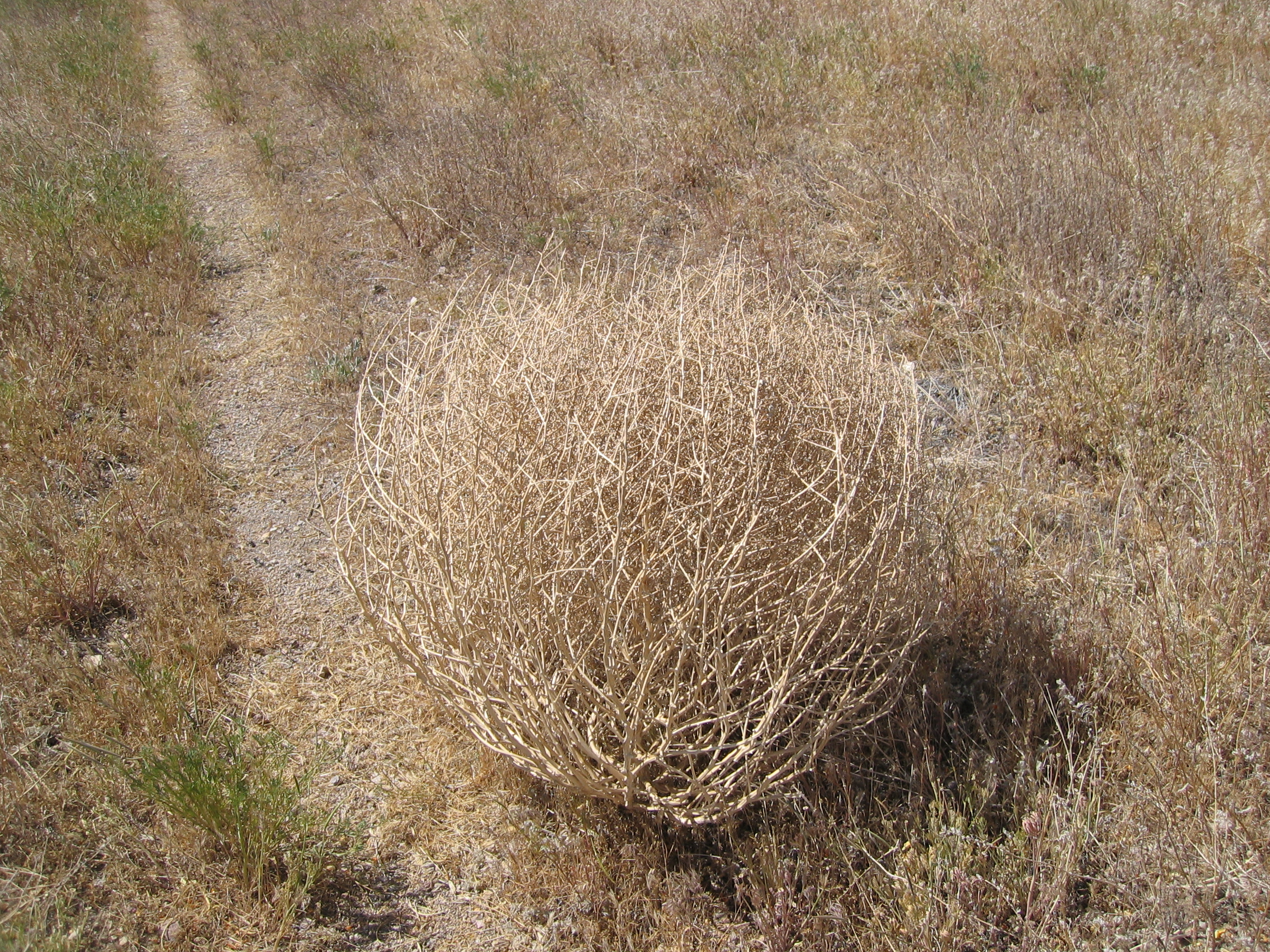
Перекотиполе Salsola tragus

Вітер забезпечує анемохорію — один з поширених способів рознесення насіння. Рознесення насіння вітром може мати дві форми: насіння може плавати у повітрі, що рухається, або може бути легко підняте з поверхні землі. Класичним прикладом рослини, що розповсюджується за допомогою вітру, є кульбаба (Taraxacum), що має пухнастий паппус, прикріплений до насіння, за допомогою якого насіння довго плаває у повітрі та розноситься на великі відстані. Іншим широко відомим прикладом є клен (Acer), що має «крилате» насіння, здатне пролітати певні відстані до падіння. Важливим обмеженням анемохорії є необхідність в утворенні великої кількості насіння для забезпечення високої імовірності потрапляння на зручну для проростання ділянку, унаслідок чого існують сильні еволюційні обмеження на розвиток цього процесу. Наприклад, айстрові, до яких належить кульбаба, на островах мають меншу здатність до анемохорії через більшу масу насіння і менший паппус у порівнянні зі своїми континентальними родичами. На анемохорію покладаються багато видів трав та рудеральних рослин. Інший механізм рознесення насіння вітром мають перекотиполе, що розносять його разом з усією рослиною. Пов'язаним з анемохорією процесом є анемофілія, процес рознесення вітром пилку. Таким чином запилюється велика кількість видів рослин, особливо у випадку великої щільності рослин одного виду в певному районі.
Вітер також здатний обмежувати ріст дерев. Через сильніші вітри, на узбережжі та на окремих пагорбах лінія лісу набагато нижча, ніж на відповідних висотах у глибині гірських систем. Сильні вітри ефективно сприяють ерозії ґрунту та ушкоджують пагони і молоді гілки, а сильніші вітри здатні валити навіть цілі дерева. Цей процес ефективніше відбувається з навітряного боку гір, та здебільшого вражає старіші та більші за розміром дерева.
Вітер також може ушкоджувати рослини через абразію піском та іншими твердими частинками. Через одночасне пошкодження великого числа клітин на поверхні, рослина втрачає багато вологи, що особливо важливо під час посушливого сезону. Рослини, однак, здатні частково пристосовуватися до абразії за допомогою збільшення росту коріння та пригнічення росту верхніх частин.

### Розповсюдження пожеж

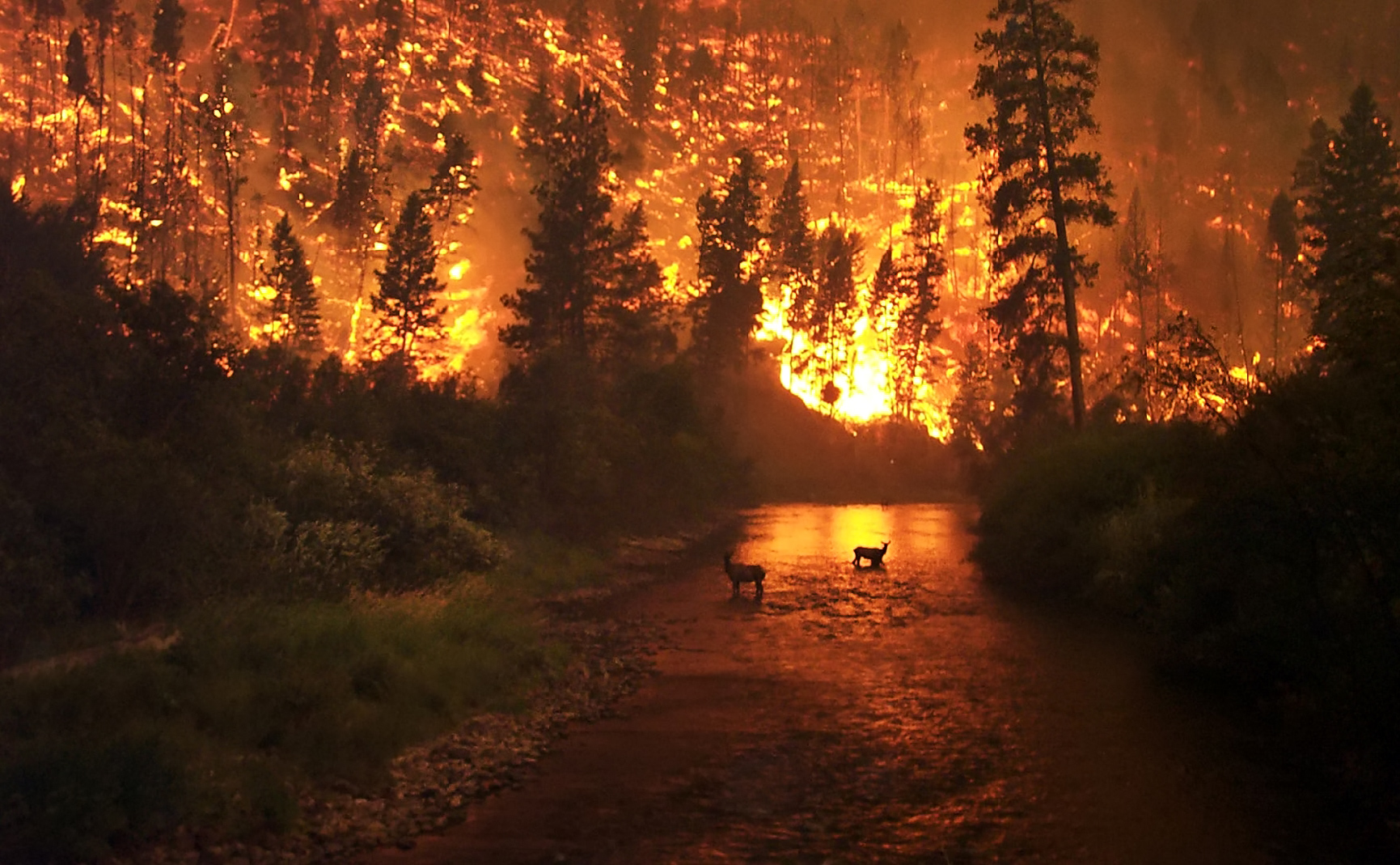
Лісова пожежа у Національному лісі Біттеррут, Монтана.

Вітер є важливим фактором, що впливає на поширення природних пожеж, впливаючи як на перенесення матеріалу, що горить, так і на зменшення вологості повітря. Обидва ефекти найсильніші протягом дня, збільшуючи швидкість тління до 5 разів. Унаслідок перенесення палаючого матеріалу та гарячого повітря пожежі швидко поширюються в напрямку руху вітру.

### Вплив на тварин
Одним з ефектів вітру на тварин є вплив на температурний режим, зокрема збільшення вразливості від холоду. Корови та вівці можуть замерзнути за умовами комбінації вітру та низьких температур, оскільки вітер швидкістю понад 11 м/с робить їх хутро неефективним для захисту від холоду. Пінгвіни загалом добре пристосовані до низьких температур завдяки шарам жиру та пір'я, але за умовами сильного вітру їх плавці та ноги не витримують холоду. Багато видів пінгвінів пристосувалися до таких умов за допомогою притискування один до одного.
Літаючі комахи часто нездатні боротися з вітром і тому легко переносяться ним зі звичних місць існування, а деякі види використовують вітер для масових міграцій. Птахи здатні боротися з вітром, але також використовують його під час міграцій для зменшення витрат енергії. Багато великих птахів також використовують зустрічний вітер для набору необхідної швидкості відносно повітря і зльоту з поверхні землі або води.
Багато інших тварин здатні тим чи іншим чином використовувати вітер для своїх потреб або пристосовуватися до нього. Наприклад, підкоришники запасають на зиму суху траву, яку захищають від рознесення вітром камінцями. Таргани здатні відчувати найменші зміни вітру в результаті наближення хижака, такого як ропуха, та реагувати з метою уникнути нападу. Їхні церки дуже чутливі до вітру, та допомагають їм залишитися живими у середньому в половині випадків. Благородний олень, що має гострий нюх, може відчувати хижаків на навітряному боці на відстані до 800 м. Збільшення швидкості вітру до значень понад 4 м/с подає полярному мартину сигнал до збільшення активності з пошуків їжі та спроб захоплення яєць товстодзьобих кайр.

## Вплив на людину

### Транспорт

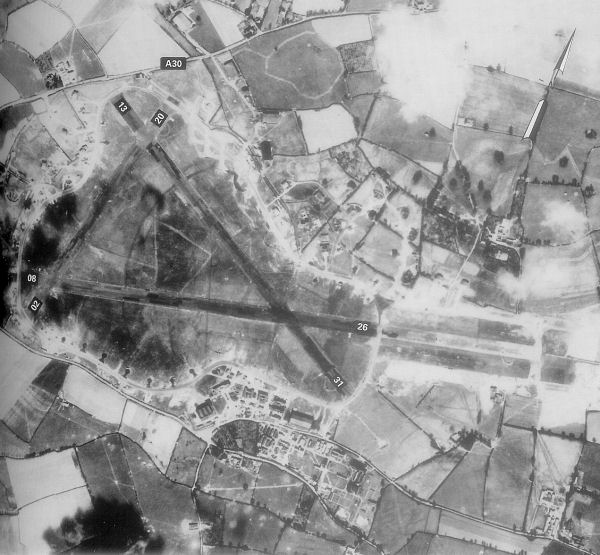
Розташування злітно-посадкових смуг аеропорту Ексетер, призначене для того, щоб літаки могли злітати і сідати проти вітру.

Одним з найпоширеніших застосувань вітру було і залишається використання його для руху вітрильних суден. Загалом всі типи вітрильних суден досить подібні, майже всі вони (за винятком роторних, що використовують ефект Магнуса) мають щонайменш одну щоглу для утримання вітрил, такелаж і кіль. Однак вітрильні судна не є дуже швидкими, подорожі через океани тривають кілька місяців, а звичайними проблемами є попадання у штиль на тривалий період або відхилення від курсу через шторм чи вітри незручного напрямку. Традиційно, через тривалість подорожей та можливі затримки, важливою проблемою було забезпечення корабля їжею та питною водою. Одним з сучасних напрямків розвитку руху суден за допомогою вітру є використання великих повітряних зміїв.
Хоча сучасні літаки користуються власним джерелом енергії, сильні вітри впливають на швидкість їхнього руху. У випадку ж легких і безмоторних літальних апаратів, вітер відіграє головну роль у русі і маневруванні. Напрямок вітру зазвичай є важливим під час зльоту й посадки літальних апаратів з нерухомими крилами, через що злітно-посадкові смуги проєктуються із врахуванням напрямку переважаючих вітрів. Хоча зліт за вітром інколи є припустимим, зазвичай цього не рекомендується робити через ефективність та міркування безпеки, а найкращим завжди є зліт і посадка проти вітру. Попутний вітер збільшує необхідні для злету і гальмування відстані та зменшує кут злету й посадки, через що довжина злітно-посадкових смуг та перешкоди за ними можуть стати обмежуючими факторами. На відміну від літальних апаратів важчих за повітря, аеростати мають набагато більші розміри, і тому набагато більше залежать від руху вітру, маючи у кращому випадку обмежену здатність рухатися відносно повітря.
Першими почали застосовувати вітер як джерело енергії сингали, що мешкали біля міста Анурадхапура та у деяких інших районах Шрі-Ланки.Вже близько 300 року до н. е. вони використовували мусонні вітри для розпалювання печей. Перший спогад про застосування вітру для виконання механічної роботи знайдено в роботі Герона, який у 1 столітті н. е. сконструював примітивний вітряк, що постачав енергію для органа. Перші справжні вітряки з'явилися близько 7 століття в регіоні Сістан на межі Ірану й Афганістану. Це були пристрої з вертикальною віссю, що мали 6-12 лопатей, зроблених з рисових матів, і застосовувалися для молотіння зерна і помпування води. Звичайніші тепер вітряки з горизонтальною віссю почали застосовуватися для обмолоту зерна у Північно-Східній Європі з 1180-х років.
Сучасна вітроенергетика зосереджується перш за все на отриманні електроенергії, хоча незначна кількість вітряків, призначених для виконання механічної роботи безпосередньо, все ще існує. Станом на 2009 рік, у вітроенергетиці було згенеровано 340 ТВт/год енергії, або близько 2 % її світового споживання. Завдяки істотним державним субсидіям у багатьох країнах, це число збільшилося приблизно удвічі за попередні три роки. У кількох країнах вітроенергетика вже зараз становить досить вагому частку всієї електроенергетики, зокрема 20 % у Данії і по 14 % — у Португалії та Іспанії. Всі комерційні вітрогенератори, що застосовуються зараз, збудовано у вигляді наземних веж із горизонтальною віссю генератора. Однак, оскільки швидкість вітру помітно зростає з висотою, існує тенденція збільшення висоти веж та розроблюються методи отримання енергії за допомогою мобільних генераторів, встановлених на великих повітряних зміях.

### Відпочинок та спорт

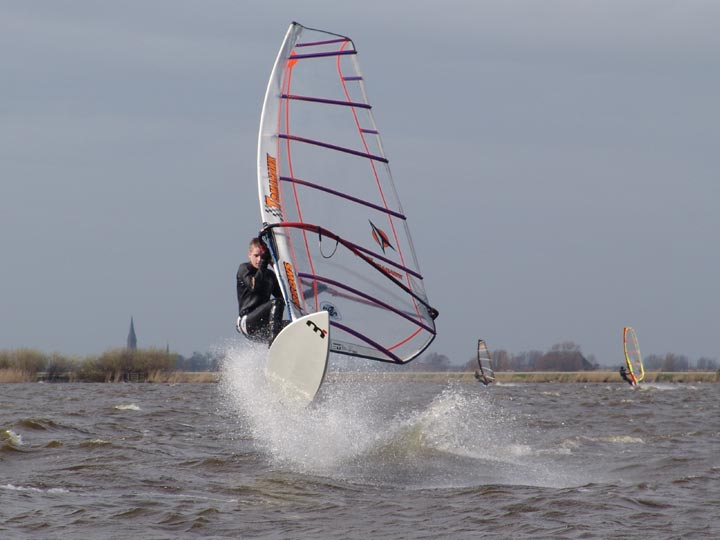
Віндсерфінг

Вітер грає важливу роль у багатьох популярних видах спорту та розваг, зокрема таких як дельтапланеризм, парапланеризм, польоти на повітряних шарах, запуск повітряних зміїв, сноукайтинг, кайтсерфінг, вітрильний спорт та віндсерфінг. У планеризмі, градієнт вітру над поверхнею істотно впливає на зліт з землі та посадку планера. Якщо градієнт дуже великий, пілот має постійно регулювати кут атаки планера для уникнення різких змін у підйомній силі та втрати стабільності апарата. З іншого боку, пілоти планерів часто використовують градієнт вітру на великій висоті для отримання енергії для польоту за допомогою динамічного ширяння.

### Руйнівна дія

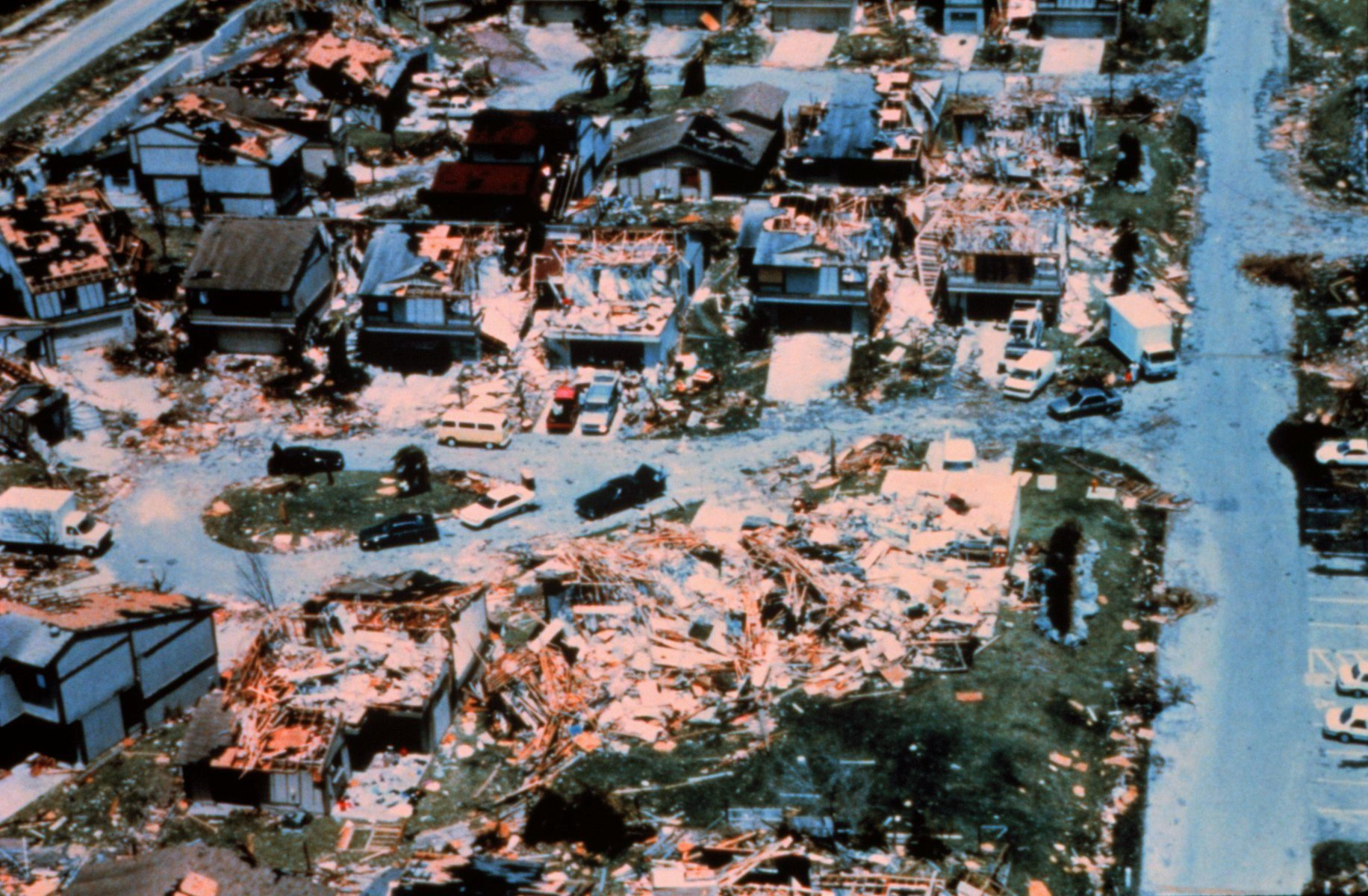
Руйнування унаслідок урагану Ендрю, Флорида, 1992 рік.

Сильні вітри здатні викликати значні руйнування, обсяг яких залежить від швидкості вітру. Окремі пориви вітру можуть розгойдувати погано сконструйовані підвісні мости, а у випадку збіжності частоти поривів із власною частотою коливань мосту, міст може бути легко зруйновано, як це трапилося із мостом Такома-Нарроуз 1940 року. Вже вітри швидкістю 12 м/с можуть призвести до пошкодження ліній електропередачі через падіння на них зламаних гілок дерев. Хоча про жодне дерево не можна бути впевненим, що воно витримає вітер ураганної сили, дерева з неглибоким корінням вириваються з землі набагато легше, а ламкі дерева, такі як евкаліпт або гібіскус, легше ламаються. Вітри ураганної сили, тобто швидкістю понад 35 м/с, наносять значні пошкодження легким та інколи навіть капітальним будівлям, розбивають вікна та здирають фарбу з машин. Вітри швидкістю понад 70 м/с здатні руйнувати вже практично будь-які будівлі, а будівель, здатних витримати вітер швидкістю понад 90 м/с, майже не існує. Так, деякі шкали швидкості вітру, зокрема шкала Саффіра-Сімпсона, призначені оцінити можливі збитки від ураганів.

### Значення в міфології та культурі

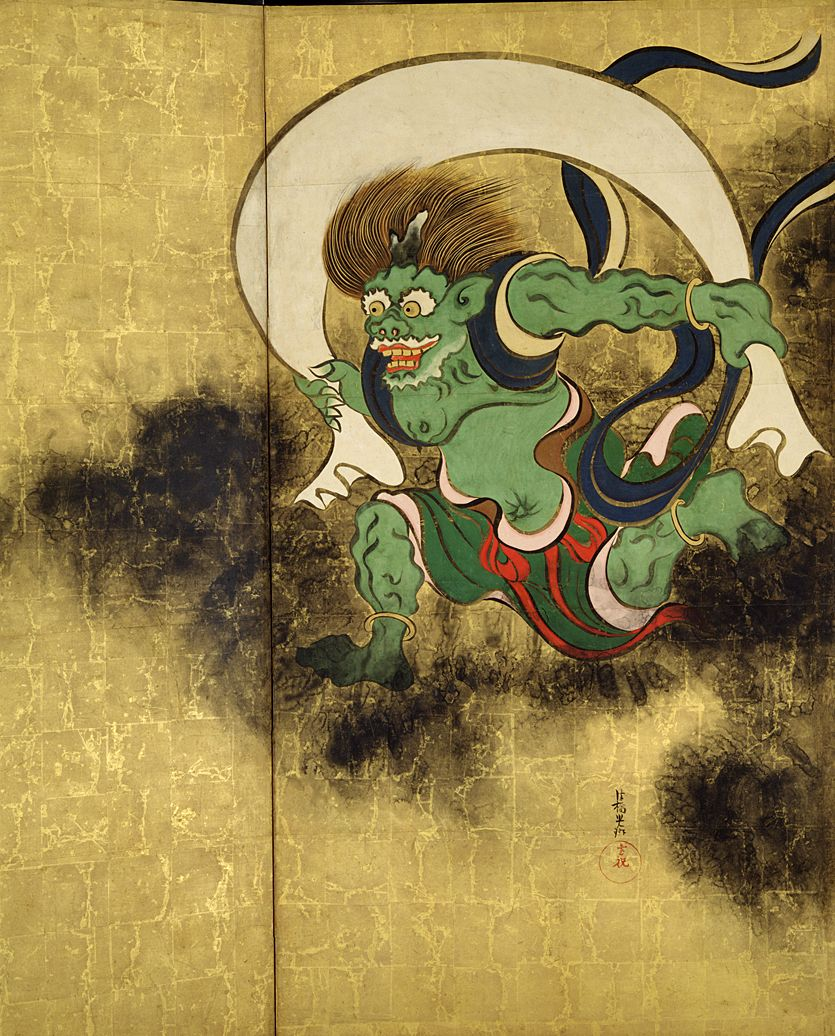
Фудзін, синтоїстський бог вітру, малюнок Тавараї Сотацу, 17 ст.

У багатьох культурах вітер персоніфікувався у вигляді одного або багатьох богів, йому надавалися надприродні властивості або приписувалися причини непов'язаних подій. Так, ацтекського бога вітру Еекатль поважали як одного з богів-творців. Індуїстський бог вітру Ваю грає важливу роль у міфології Упанішад, де є батьком Бхіми і духовним батьком Ханумана. Головними богами вітру в давньогрецькій міфології були Борей, Нот, Евр і Зефір, що відповідали, відповідно, північному, південному, східному та західному вітрам, також із вітром асоціювався Еол, що панував над ними. Греки також мали назви для вітрів проміжних напрямків та сезонних вітрів, яких, зокрема, було зображено на Башті вітрів у Афінах. Японський бог вітру Фудзін є одним з найстаріших богів традиції синто. За легендою, він вже існував на момент створення світу і випустив вітри зі своєї сумки для очищення світу від імли. У скандинавській міфології богом вітру був Ньйорд, а поруч із ним існували чотири гноми: Нордрі, Судрі, Аустрі й Вестрі, що відповідали окремим вітрам. У слов'янській міфології богом вітру, неба та повітря був Стрибог, дід і володар восьми вітрів, що відповідали восьми головним напрямкам.
У багатьох культурах вітер також вважався однією з кількох стихій, у цьому значенні його часто ототожнювали з повітрям. Він присутній у фольклорі багатьох народів, у літературі та інших формах мистецтва. Він грає різні ролі, часто символізуючи волю, неприборканість або зміни.
Вітер також інколи вважався й причиною хвороб, так, за давнім українським повір'ям, вітер міг переносити злих духів, здатних викликати гостець.

### Значення в історії
В Японії, камікадзе — «божественний вітер» — вважався дарунком богів. Саме так було названо два тайфуни, що вберегли Японію від монгольської навали 1274 та 1281 років. Два інші відомі шторми мають спільну назву «Протестантський вітер». Один з них затримав та значно пошкодив кораблі іспанської «Непереможної армади» під час нападу на Англію 1588 року, що привело до поразки армади та встановлення англійського панування на морі. Інший не дав англійським кораблям можливості вийти з гаваней 1688 року, чим допоміг Вільгельму Оранському висадитися в Англії та завоювати її. Під час Єгипетської кампанії Наполеона, французькі солдати значно постраждали від пилових бур, які приносив пустельний вітер хамсин: якщо місцеві мешканці встигали сховатися, незвичні до цих вітрів французи задихалися в пилу. Хамсин кілька разів зупиняв битви і протягом Другої світової війни, коли видимість знижувалася практично до нуля, а електричні розряди робили непридатними до використання компаси.
Вивчення вітрів у добу мореплавання стало поштовхом для навігації та, по суті, уможливило чимало відкриттів.
Під час англо-іспанської війни Непереможну армаду подолали, в тому числі важливим виявився фактор морської бурі, що розкидала кораблі Іспанської корони. Міфологізація бурі, вилилася в те, що її почали називати в Англії протестантським вітром. На честь перемоги в Англії виготовили спеціальні медалі, що містили варіації на тему Божого промислу, наприклад «1588. Flavit Jehovah et Dissipati Sunt» («Бог подув і вони розсипались») і «He blew with His winds, and they were scattered» («Він подув своїми вітрами — і вони розсипались»).

### Локальні вітри
- вітри Байкалу: баргузин (від назви ріки), сарма, верховик, култук;
- вітри Молдови, Добруджі: кривець (Crivăț);
- вітри Бразилії: аброльйос — сезонний зимовий шквал з боку архіпелагу Аброльйос (з порт.: «відкрий свої очі»);
- вітри Філіппін: аміхан (за іменем безстатевого божества в образі пташини, що першим із живих істот населило землю)

## За межами Землі

### Сонячний вітер

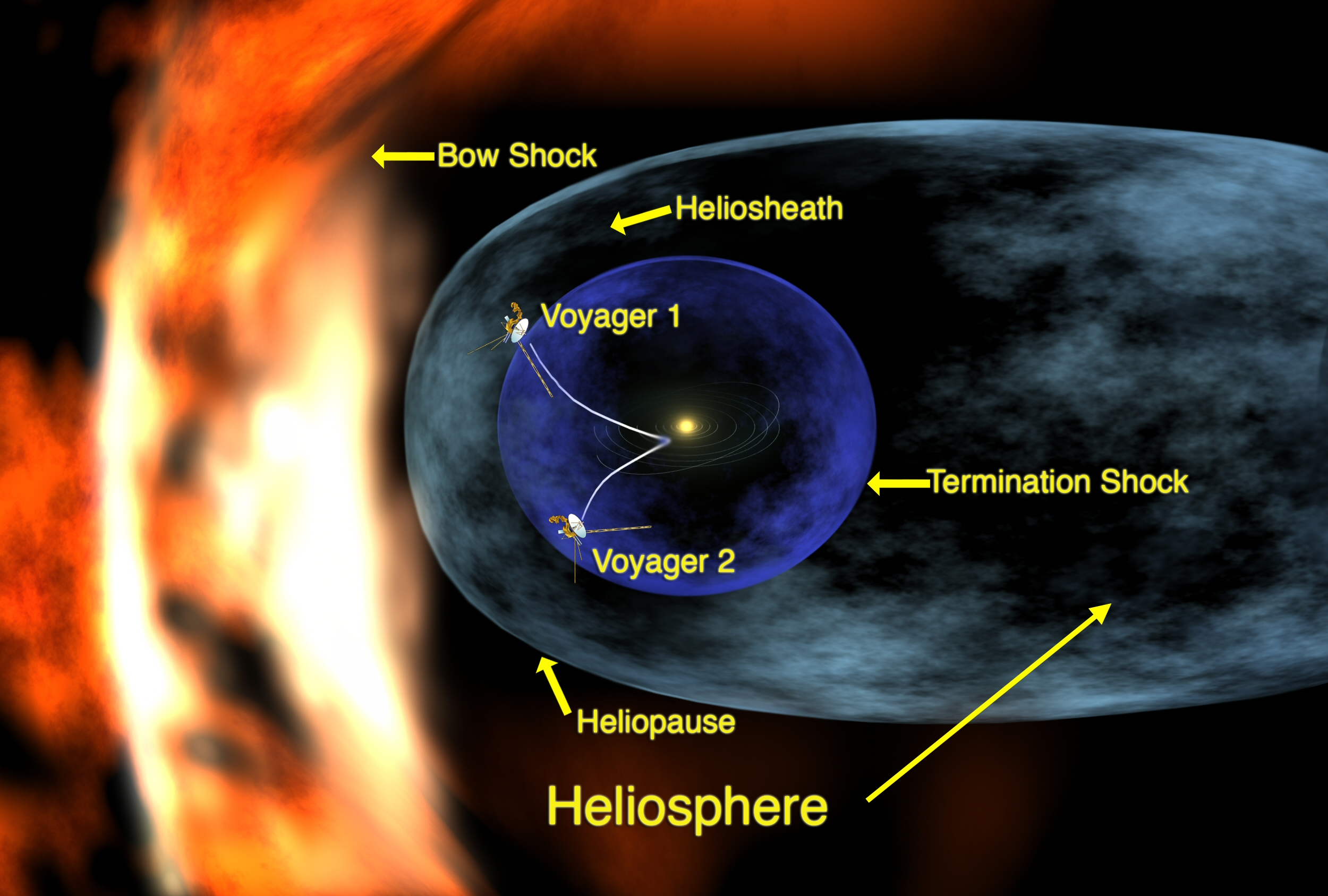
Відбиття сонячного вітру геліопаузою

Сонячний вітер є рухом не повітря, а дуже розрідженої плазми, що викидається із атмосфери Сонця (або іншої зірки) із середньою швидкістю близько 400 км/с (від 300 до 800 км/с на різних ділянках). Він складається переважно з окремих електронів і протонів з середніми енергіями близько 1 кеВ. Цим частинкам вдається подолати гравітаційне поле Сонця завдяки високій температурі корони та інших, не до кінця зрозумілих процесів, що надають їм додаткову енергію. Сонячний вітер утворює геліосферу, величезну ділянку міжзоряного простору навколо Сонячної системи. Лише ті планети, що мають значне магнітне поле, зокрема Земля, здатні запобігати проникненню сонячного вітру до верхніх шарів атмосфери чи навіть поверхні. У випадку особливо сильних спалахів, сонячний вітер здатний долати магнітне поле Землі та проникати до верхніх шарів її атмосфери, викликаючи магнітні бурі і полярне сяйво. Саме завдяки сонячному вітру хвости комет завжди спрямовані від Сонця.

### Планетарний вітер
Рух газів у верхніх шарах атмосфери планети дозволяє атомам легких хімічних елементів, перш за все водню, досягати екзосфери, зони, у якій теплового руху достатньо для досягнення другої космічної швидкості і залишення планети без взаємодії із іншими частинками газу. Цей тип втрати планетами атмосфери відомий як планетарний вітер, за аналогією із сонячним вітром. За геологічний час цей процес може викликати перетворення багатих на воду планет, таких як Земля, на бідні на воду, такі як Венера, або навіть призвести до втрати всієї атмосфери чи її частини. Планети із гарячими нижніми шарами атмосфери мають вологіші верхні шари і швидше втрачають водень.

### Вітер на інших планетах

Смуги переважних вітрів та Велика червона пляма — гігантський антициклон на Юпітері.

Сильні сталі вітри у верхніх шарах атмосфери Венери зі швидкістю близько 83 м/с облітають всю планету за 4-5 земних днів. Коли Сонце нагріває полярні райони Марса, замерзлий вуглекислий газ сублімується й утворює вітри від полюсів зі швидкістю до 111 м/с. Вони переносять значну кількість пилу та водяної пари. На Марсі існують й інші сильні вітри, зокрема «події очищення» та пилові смерчі. На Юпітері швидкість вітру у висотних струмових течіях часто досягає 100 м/с та 170 м/с у Великій червоній плямі й інших вихрах. Одні з найшвидших у сонячній системі вітрів дмуть на Сатурні, найбільша швидкість східного вітру, зареєстрована апаратом Кассіні-Гюйгенс, досягає 375 м/с. Швидкості вітрів на Урані, близько 50° пн. ш., досягають 240 м/с. Переважаючі вітри у верхніх шарах атмосфери Нептуна досягають 400 м/с уздовж екватора і 250 м/с біля полюсів, висотна атмосферна течія на 70° пд. ш. рухається зі швидкістю 300 м/с.